# Globus

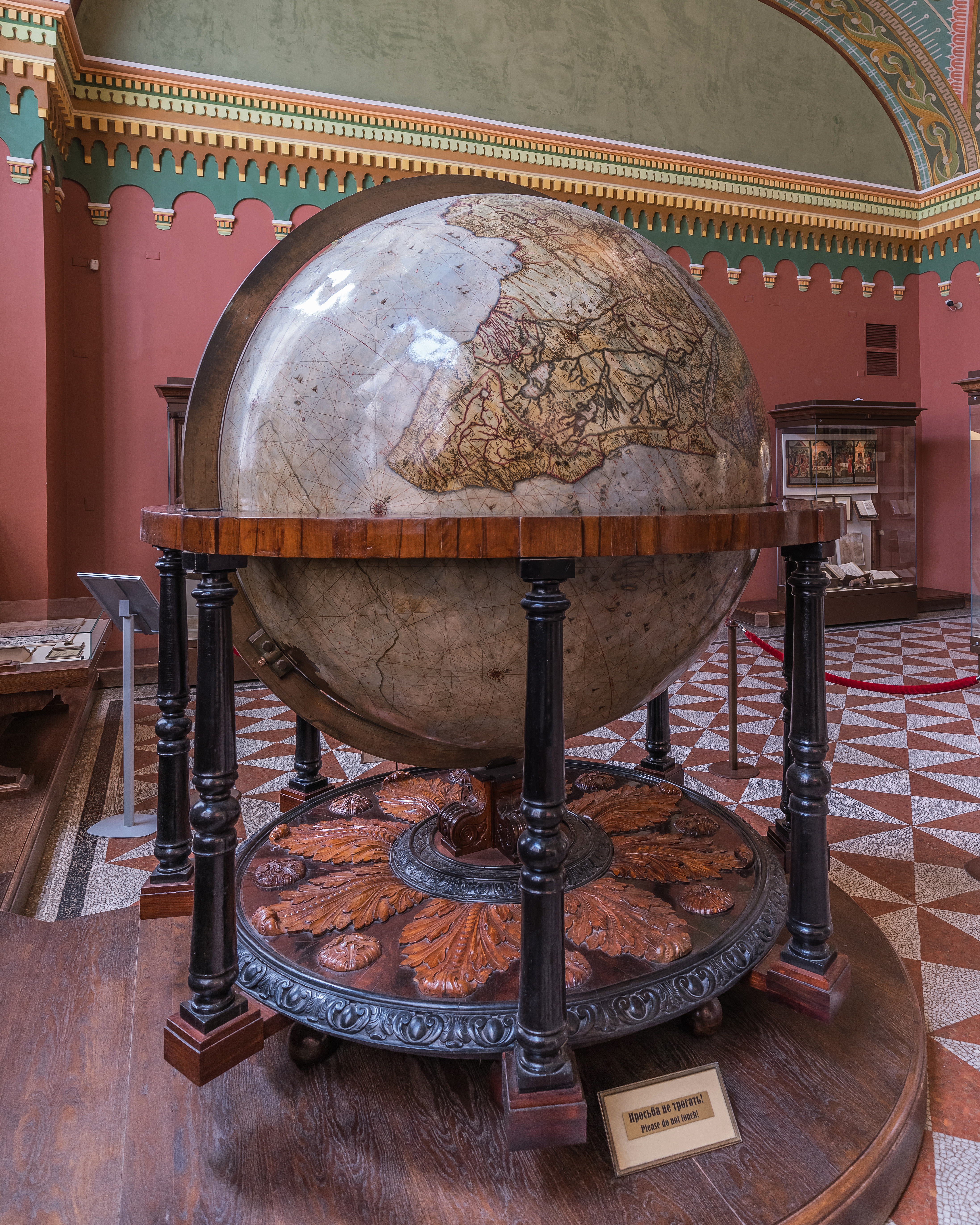
Erdglobus – Globus Blaeu im Staatlichen Historischen Museum in Moskau

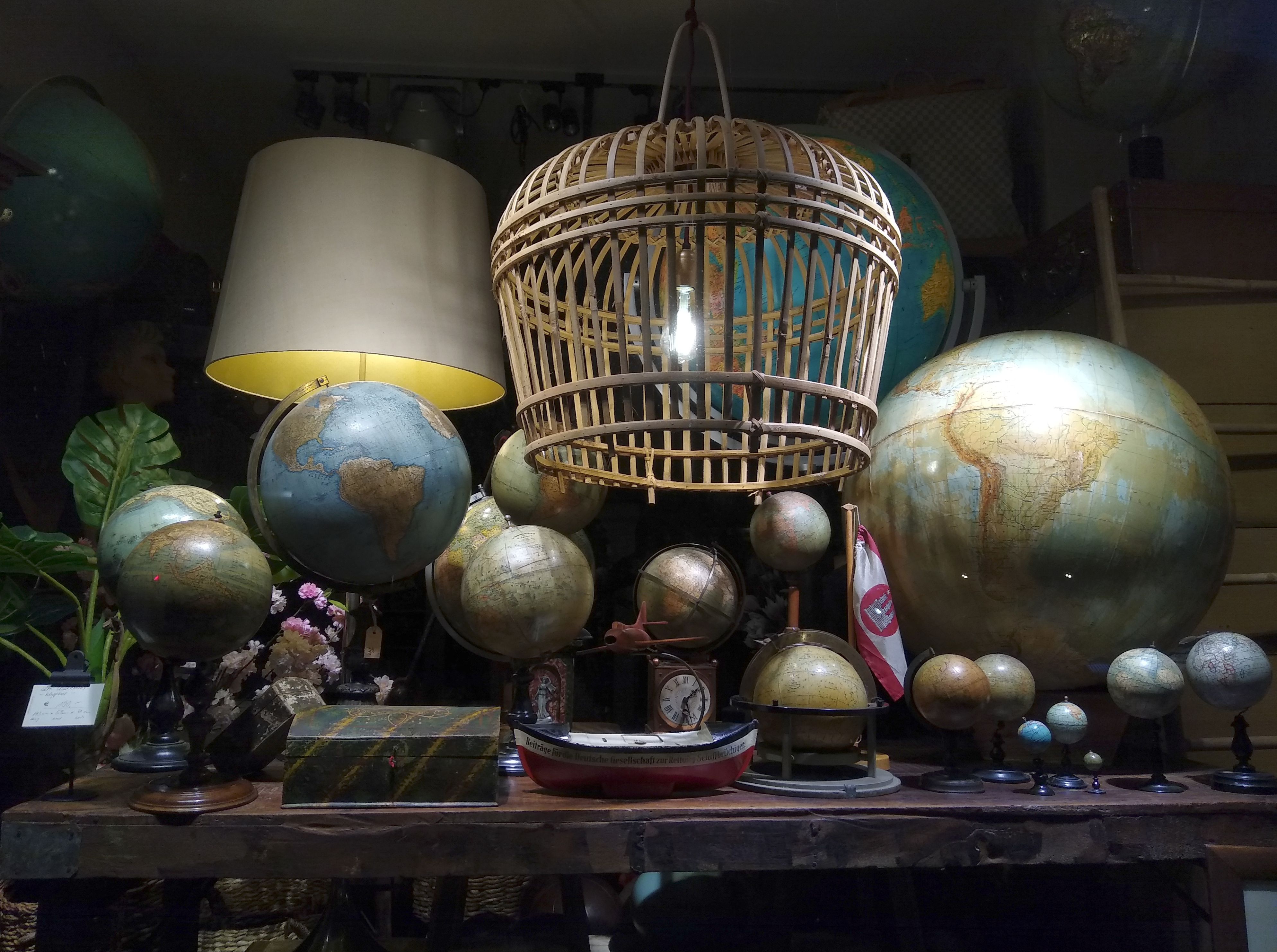
Verschiedene Globen in einem Schaufenster

Ein Globus (Mehrzahl: die Globen, gem. neuer Rechtschreibung auch Globusse; lateinisch für Kugel) ist in der Kartografie ein verkleinertes, kugelförmiges Modell der Erde (terrestrischer Globus oder lat. Globus terrestris), eines Himmelskörpers oder der scheinbaren Himmelskugel. Dementsprechend unterscheidet man Himmelsgloben und Planetengloben (Erdgloben und Globen erdnaher „Planeten“: meist Mond (Mondglobus), Venus oder Mars).
Himmelsgloben, die den Sternenhimmel auf der scheinbaren Himmelskugel (scheinbarer Sternhimmel) zeigen, haben eine ältere Geschichte als Erdgloben.
Bis zum 19. Jahrhundert wurden Globen meist paarweise hergestellt: Ein Erdglobus und ein dazugehöriger Himmelsglobus.
Globen und Luftbilder gehören zu den kartenverwandten Darstellungen. Globenverwandte Instrumente sind Armillarsphären, Planetarien (Planetenmaschinen, Tellurien (ein Sonderfall der Orrery-Planetenmaschine – eine Planetenmaschine der Erde)). Eine Armillarsphäre stellt jedoch trotz ihrer Kugelgestalt keinen Globus dar, sondern diente der Messung von Koordinaten am Himmel oder der Darstellung der Bewegung von Himmelskörpern.
Der große Vorteil gegenüber einer Karte ist, dass der Globus gleichzeitig form-, flächen-, winkel- und längengetreu ist. Diese Eigenschaften kann die Karte nicht gleichzeitig erfüllen, da sich die Fläche einer Kugel nicht auf einer ebenen Fläche abrollen lässt. Ein weiterer Vorteil der Globen ist die Anschaulichkeit etwa bei der Darstellung längerer Flugrouten und Schiffsrouten. Nachteile des Globus gegenüber der Karte sind umständliche Lagerung und Transport, höherer Preis, meist kleinerer Maßstab und die Unmöglichkeit der Betrachtung der gesamten Erdoberfläche auf einen Blick.
Wenn von einem Globus gesprochen wird, ist vorzugsweise ein Erdglobus oder umgangssprachlich die Erde selbst gemeint (Beispiel: „um den Globus reisen“).

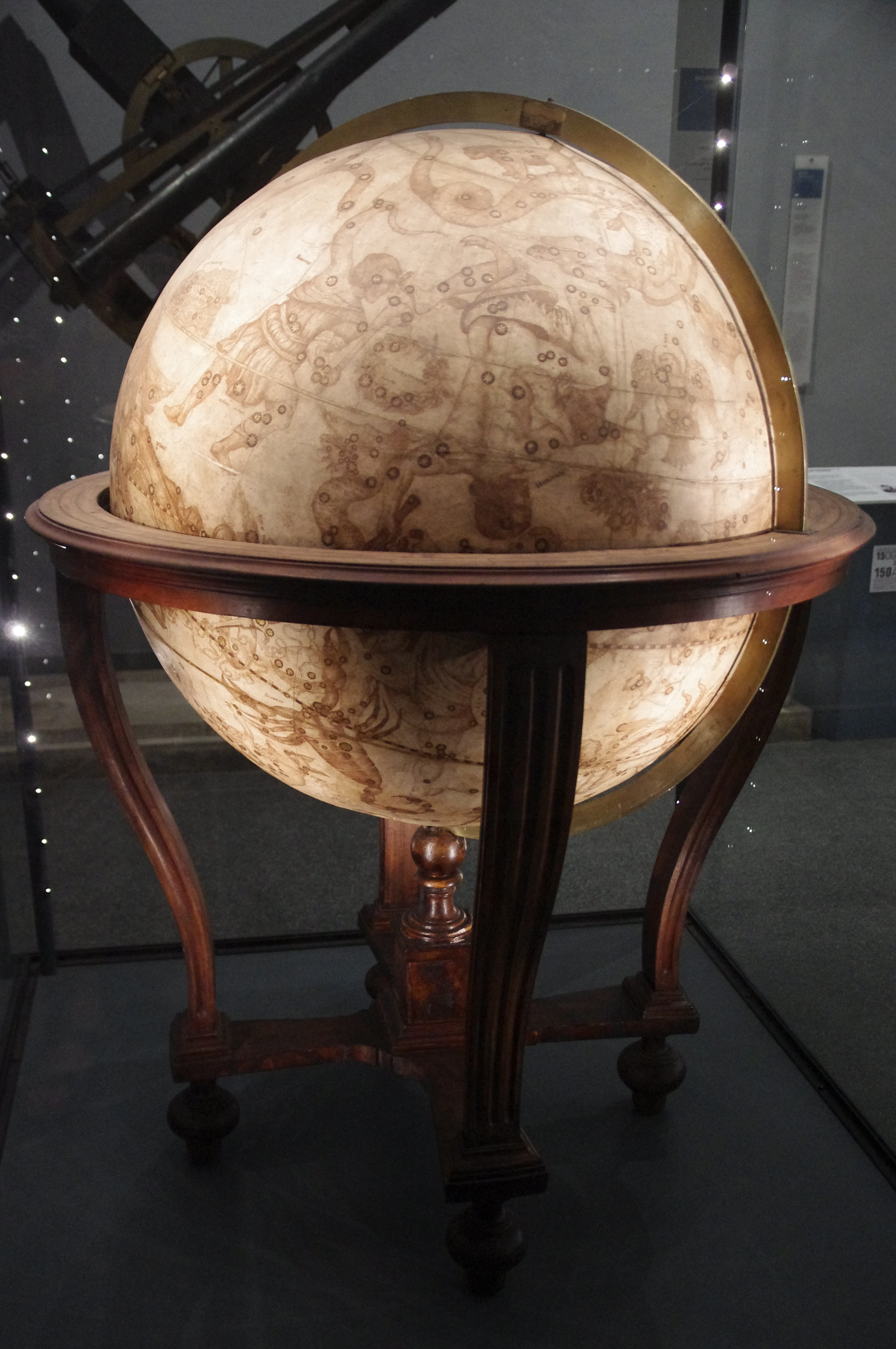
Himmelsglobus

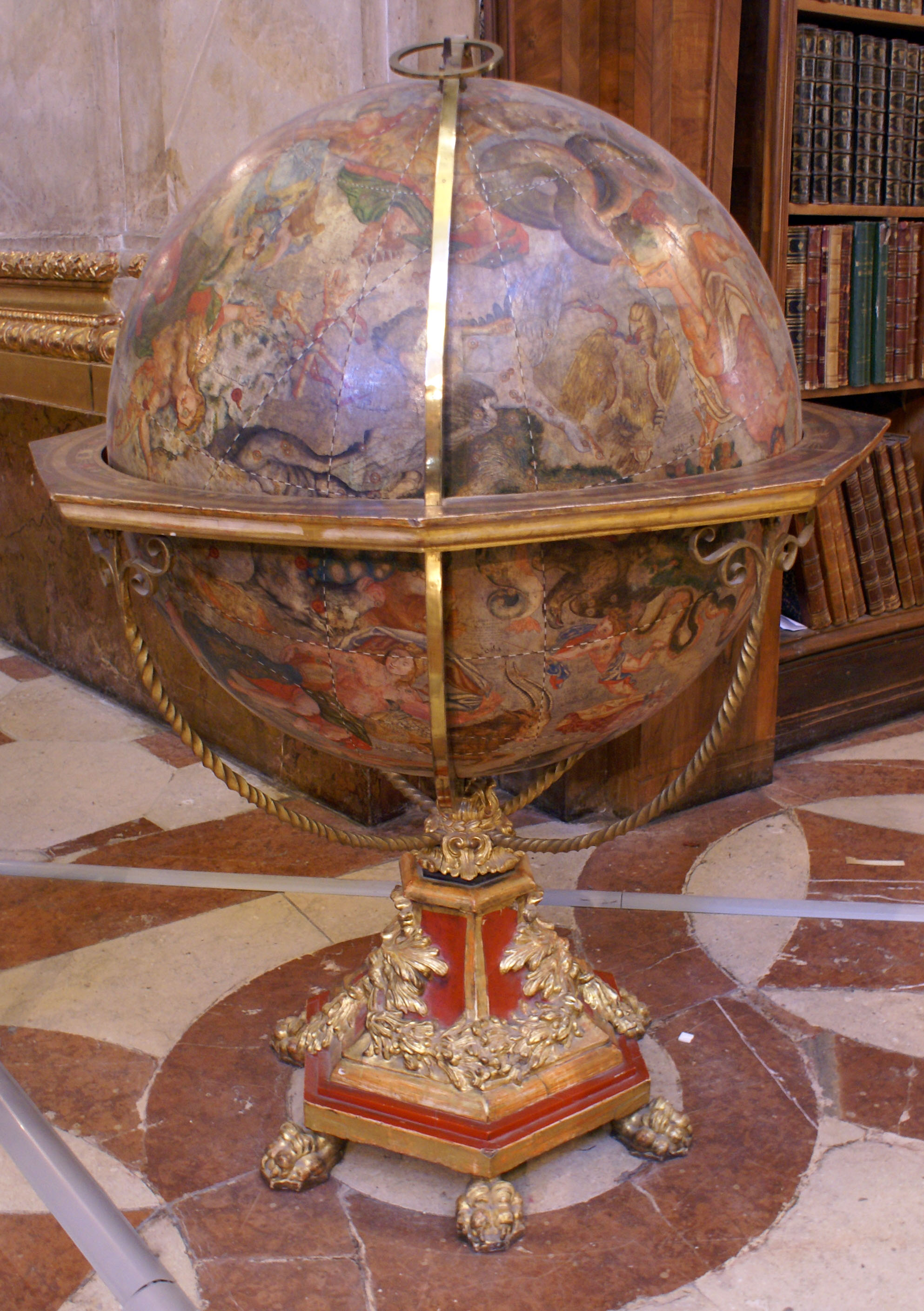
Ein Himmelsglobus von Coronelli im Prunksaal der Österreichischen Nationalbibliothek in Wien

## Entstehungsgeschichte

### Antike und Mittelalter

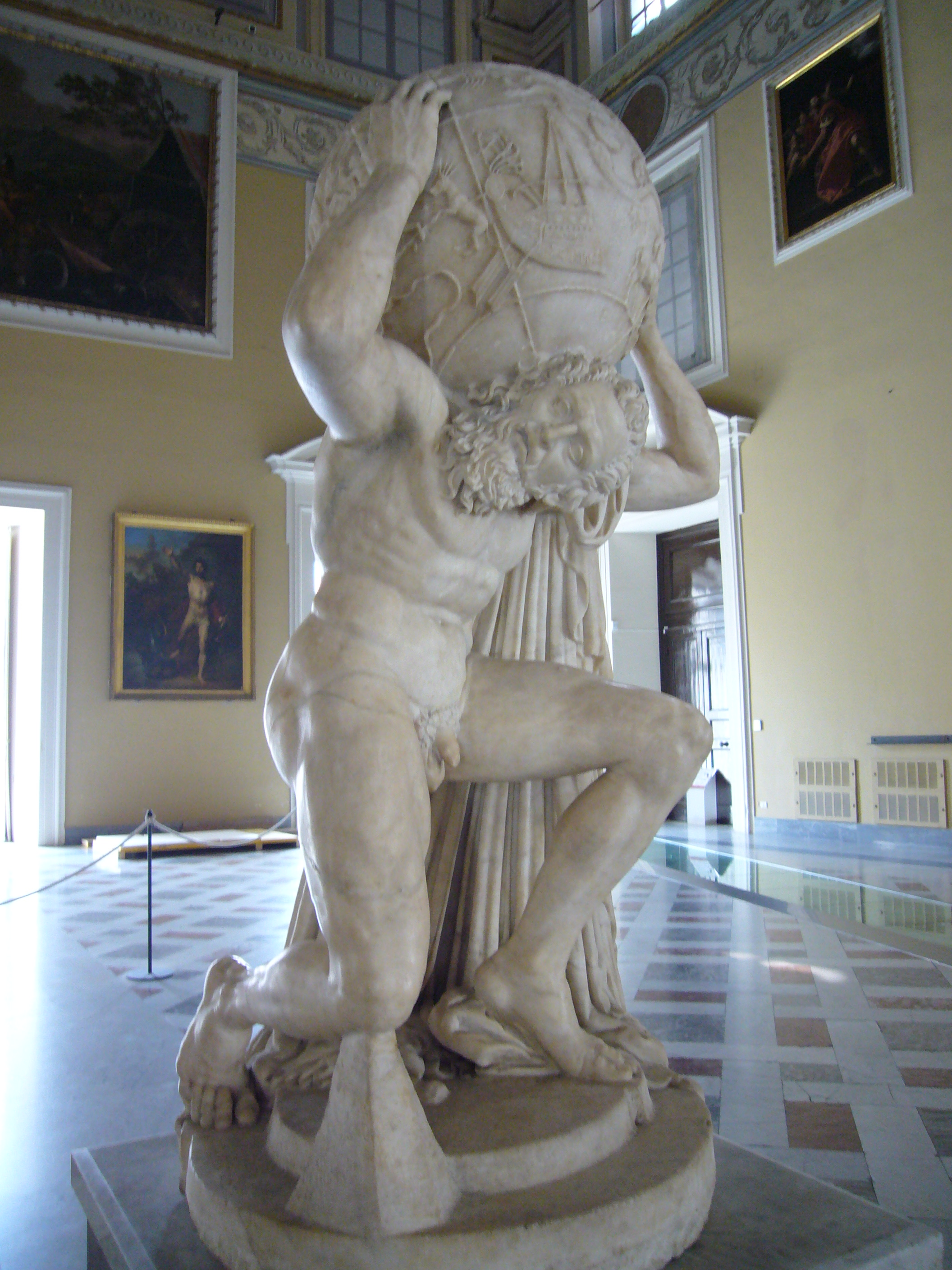
Atlas Farnese

Nach römischen Quellen soll um 150 v. Chr. Krates von Mallos den ersten Erdglobus gebaut haben. Bereits Eratosthenes (* ca. 276 v. Chr.; † 194 v. Chr.) kannte die Kugelgestalt der Erde und beschäftigte sich mit der Bestimmung des Erdumfangs. Cicero beschrieb in seiner Schrift De re publica die Verwendung eines Himmelsglobus durch Archimedes.
Ein noch erhaltener antiker Himmelsglobus aus der Zeit um 150 n. Chr. ist als Teil einer Skulptur (Atlas Farnese) im Archäologischen Nationalmuseum Neapel zu sehen. Es handelt sich um die römische Kopie einer griechischen Arbeit.
Der älteste erhaltene Himmelsglobus, der Mainzer Himmelsglobus, ist römischen Ursprungs und aus dem 2. Jahrhundert n. Chr. Der kleine Globus aus Bronze mit 11 cm Durchmesser (heute im Römisch-Germanischen Zentralmuseum, Mainz) hat vermutlich den Schattenstab einer Sonnenuhr geziert. Ungefähr zu dieser Zeit hat auch Ptolemäus die Herstellung solcher Globen beschrieben.
Der erste Erdglobus der Alten Welt wurde wahrscheinlich im Mittelalter von arabischen Kartografen und Astronomen angefertigt, die im Dienst des Abbasiden-Kalifen al-Ma'mūn standen. Die Herstellung eines Himmelsglobus beschreibt gegen Ende des 10. Jahrhunderts Gerbert von Aurillac in einem Brief.
Darstellungen der Erde und des Universums tauchten seit der Römerzeit immer wieder auch auf Münzen und Medaillen auf. Im 16. Jahrhundert verschwand die Darstellung von Globen auf Münzen weitgehend, um dann im 17. Jahrhundert eine besonders starke Verbreitung zu finden. Das fiel insbesondere in die Jahre 1670 bis 1720, als Globen in Europa besonders populär wurden.

### 15. Jahrhundert

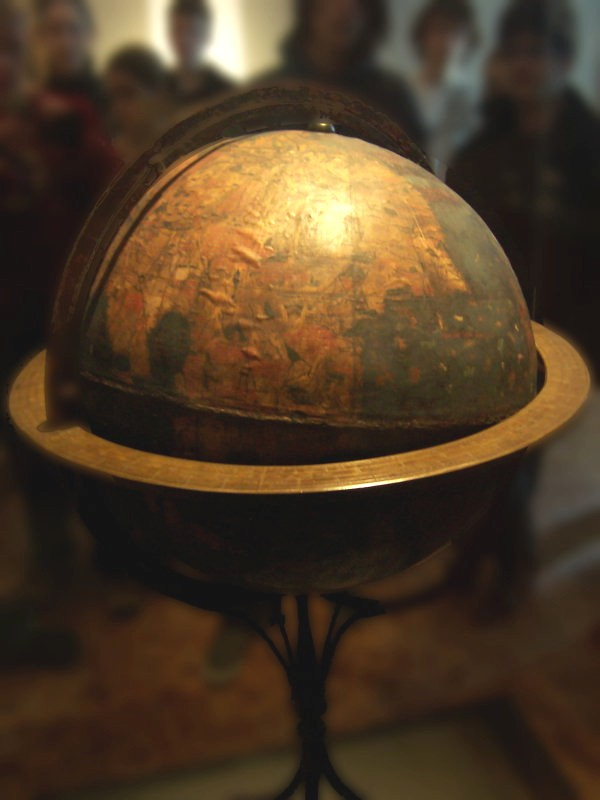
Martin Behaims Erdapfel

Mit dem Zeitalter der Entdeckungen begann die große Zeit der Globenherstellung. Bereits 1477 hatte Donnus Nicolaus Germanus für Papst Sixtus IV. den ersten belegten Erdglobus der Neuzeit angefertigt. Die Globen wurden meist in lateinischer Sprache beschriftet, der Sprache der Wissenschaft zu jener Zeit.
Der Mathematiker und Kardinal Nikolaus von Kues interessierte sich für Astronomie und kaufte 1444 je einen in Nürnberg gefertigten hölzernen und einen kupfernen Himmelsglobus. Nürnberg war zu jener Zeit das erste große Zentrum der Globenherstellung in Europa.
Der älteste heute noch erhaltene Erdglobus ist Martin Behaims Erdapfel, welcher 1492 von Martin Behaim in Nürnberg geschaffen wurde und heute im Germanischen Nationalmuseum in Nürnberg aufbewahrt wird.
Der von Leonardo da Vinci entworfene Da-Vinci-Globus aus der Zeit um 1504 ist der erste Globus, der die Neue Welt darstellt. In der New York Public Library ist ein Globus aus dem Jahr 1506 ausgestellt.
1507 schuf Martin Waldseemüller einen Globus, der America zeigte. Auch auf dem Globus Jagellonicus von 1510 taucht der Name „America“ auf, jedoch wird damit noch eine unbekannte Stelle südlich von Indien bezeichnet. Waldseemüllers Schüler Johannes Schöner, ebenfalls ein berühmter Kartograf, fertigte in Bamberg ebenfalls Erd- und Himmelsgloben an. Sein Erdglobus von 1515 ist der älteste, noch heute erhaltene seiner Art, der Südamerika zeigt und den neuen Kontinent mit dem Namen „America“ bezeichnet.
Ein anderer früher Globus war der Hunt-Lenox-Globus, ca. 1507. Es wird angenommen, dass er die Quelle für den Ausspruch „Hic sunt dracones“ („Hier sind Drachen“) ist. 1541 brachte Gerhard Mercator seinen ersten Globus in Löwen heraus, der sich über Jahrzehnte in großen Stückzahlen verkaufte (siehe Mercator-Erdglobus von 1541).
Ein weiterer Erdglobus wurde 1570 von Taqi al-Din an seiner Sternwarte in Istanbul gebaut.

### 16. Jahrhundert

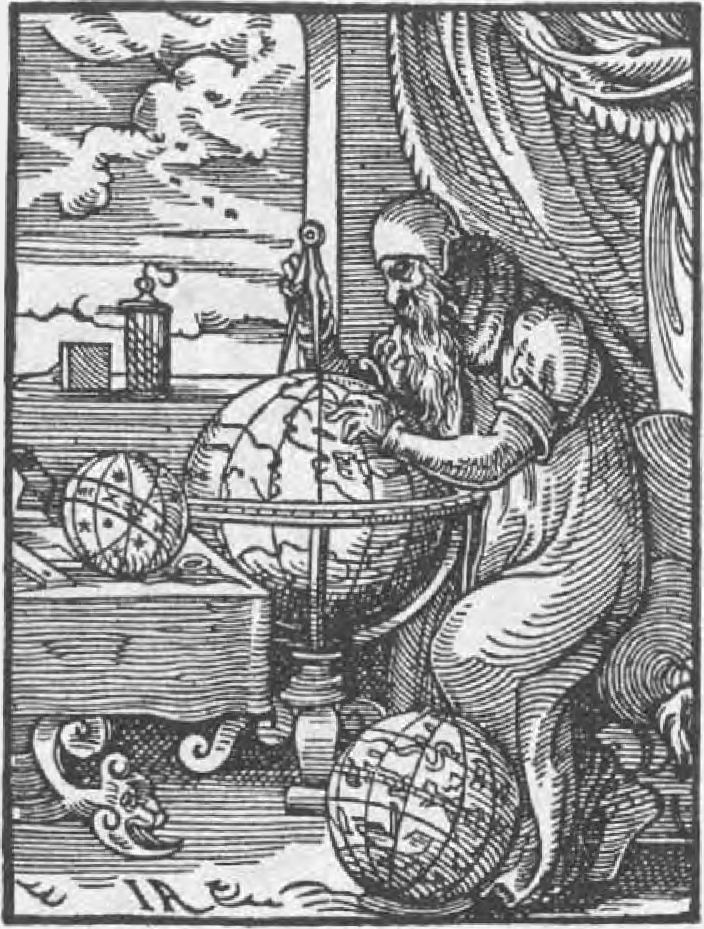
Der Astronomus (1568) von Jost Amman, wahrscheinlich den Nürnberger Arzt, Humanisten und Astronomen Melchior Ayrer darstellend.

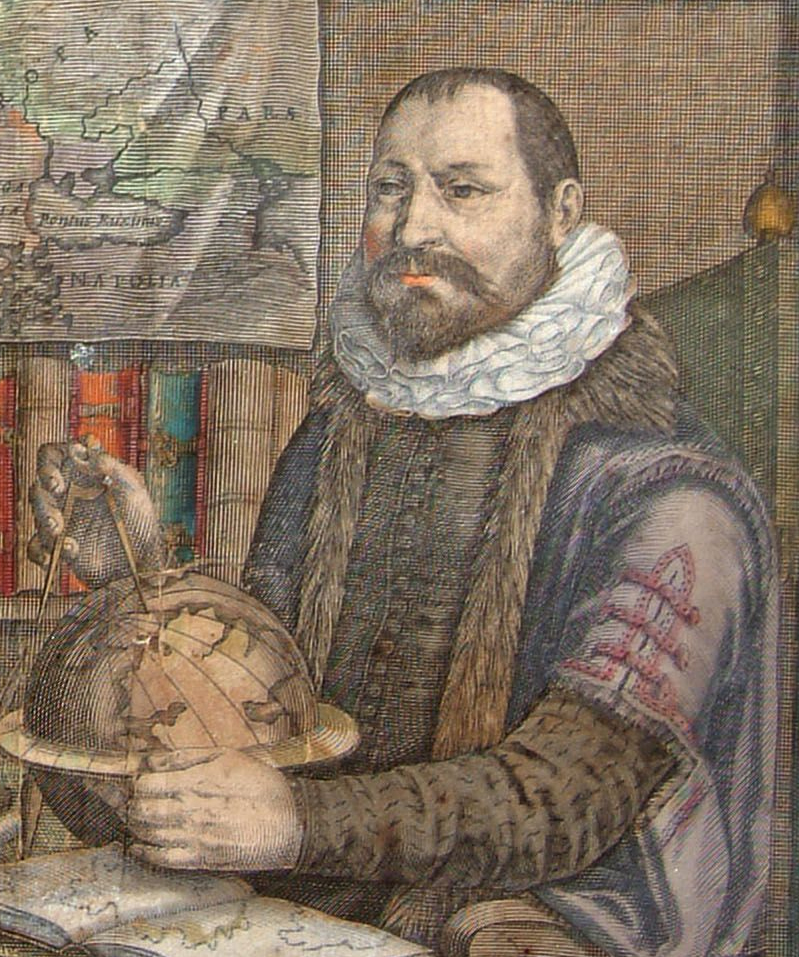
Globenhersteller Jodocus Hondius auf einem Stich des Jahres 1619 mit einem Erdglobus

Im frühen 16. Jahrhundert wurden grafische Reproduktionsverfahren eingeführt und ermöglichten so die Serienfertigung von Globen. Die Globusstreifen, sphärische Zweiecke (Globuszwickel), wurden auf Papier gedruckt, das dann auf den Globus geklebt wurde (Kaschieren oder Belegen genannt). Der Druck erfolgte mittels Hochdruckverfahren des Holzschnitts, seit Mitte des 16. Jahrhunderts dann mittels Tiefdruckverfahren des Kupferstichs und seit Anfang des 19. Jahrhunderts mittels Steindruck (Lithografie).
Den ersten gedruckten Globusstreifen stellte Martin Waldseemüller 1507 her. Ein anderer berühmter Kartograf und Globenhersteller jener Zeit war Johann Richter (latinisiert: Johannes Praetorius) in Nürnberg, aus dessen Werkstatt auch der Nürnberger Stadtarzt Melchior Ayrer (eher nicht dessen Bruder Egidius, der wie Melchior 1561 durch Kaiser Ferdinand I. geadelt wurde) sowohl Erdgloben als auch Himmelsgloben bezogen haben soll.
Im 16. Jahrhundert zeichneten sich Fracastori, Gemma Frisius, Gerhard Mercator und Jodocus Hondius durch die Konstruktion von Erdgloben aus.
Mit dem Aufstieg der Niederlande zur See- und Handelsnation stieg gegen Ende des 16. Jahrhunderts die Nachfrage nach Globen stark an. Reiche Kaufleute und Kapitänsfamilien hatten den Wunsch, die Routen der Seefahrer nachzuverfolgen. Amsterdam wurde Ende des 16. Jahrhunderts zum Herstellungszentrum für immer bessere geografische Karten, Globen und Navigationsinstrumente. Die Familie Blaeu etablierte eine Dynastie von Kartografen, die einige Jahrzehnte bestand. Der Begründer war Willem Blaeu, ein Astronom, der zusammen mit Tycho Brahe studiert hatte. Ein Konkurrent der Familie Blaeu war unter anderem der Kartograf Johannes Janssonius.
Die Globenherstellung in England begann mit Emery Molyneux († 1598), der 1592 mit großer finanzieller Unterstützung ein Paar große Globen schuf, auf denen insbesondere die englischen Unternehmungen zur See dargestellt wurden. Seine Globen wurden sehr zahlreich hergestellt. Ein Globenpaar wurde Elisabeth I. zum Geschenk gemacht. Sein einziges erhalten gebliebenes Globenpaar ist im Petworth House in Petworth, West Sussex ausgestellt. Der Globus war erst 1950 wiederentdeckt worden.
In Italien fertigten 1561 die Brüder Giulio und Livio Sanuto (* 1520; † 1576) einen Globus an, von dem heute einige Globussegmente erhalten sind. Aus den Maßen der Globussegmente lässt sich schließen, dass dieser venezianische Erdglobus einen Durchmesser von 68,6 cm hatte und einen Umfang von ca. 216 cm. Diese Globussegmente sind als Holzheimer Globussegmente (engl. Holzheimer Globe Gores) bekannt, da sie sich in der Sammlung von Arthur Holzheimer befinden. Es handelt sich wahrscheinlich um die größten gedruckten Globussegmente des 16. Jahrhunderts. Der Erdglobus des venezianischen Geografen Livio Sanudo wurde 2008 im Magazin des Museo Correr in Venedig wiederentdeckt.

### 17. Jahrhundert
Im 17. Jahrhundert legte man besonders Wert auf große Globen. Zu den bekannten Globenherstellern des 17. Jahrhunderts zählten:
- Verlagshaus Blaeu (Willem Blaeu und später Joan Blaeu)
- Bloen in Amsterdam[5]
- Johannes Janssonius in Amsterdam
- Matthäus Greuter
- Vincenzo Maria Coronelli

Im 17. Jahrhundert verschoben sich die Kräfte in Europa von den Niederlanden nach Frankreich und entsprechend verschob sich auch der Schwerpunkt der kartographischen Produktion und der Globenherstellung. Ende des 18. Jahrhunderts waren dann die britischen Kartographen führend.
Die anderen Zentren der Globenherstellung waren zu jener Zeit:
- die Niederlande (z. B. Henricus Hondius, Nicolaes Visscher I, Petrus Plancius, Michael Florent van Langren – 1592 verliehen die Generalstaaten der Familie Van Langren das Monopol auf die Herstellung von Globen, was 1597 zu Auseinandersetzungen mit Jodocus Hondius führte.)
- Italien (z. B. Vincenzo Coronelli),
- England – Karl II. von England (* 1630; † 1685) förderte gezielt die Entwicklung der Wissenschaften in England und löste damit auch eine große Veränderungen auf dem Markt für Globen aus.

Der kleine Maßstab der Globen bedingt eine nur grobe Darstellung des Kartenbildes. Deshalb waren sie für Navigationszwecke ungeeignet. Jedoch wurden im 17. und 18. Jahrhundert Himmelsgloben als Standardausrüstung auf niederländischen Schiffen mitgeführt.

### 18. Jahrhundert

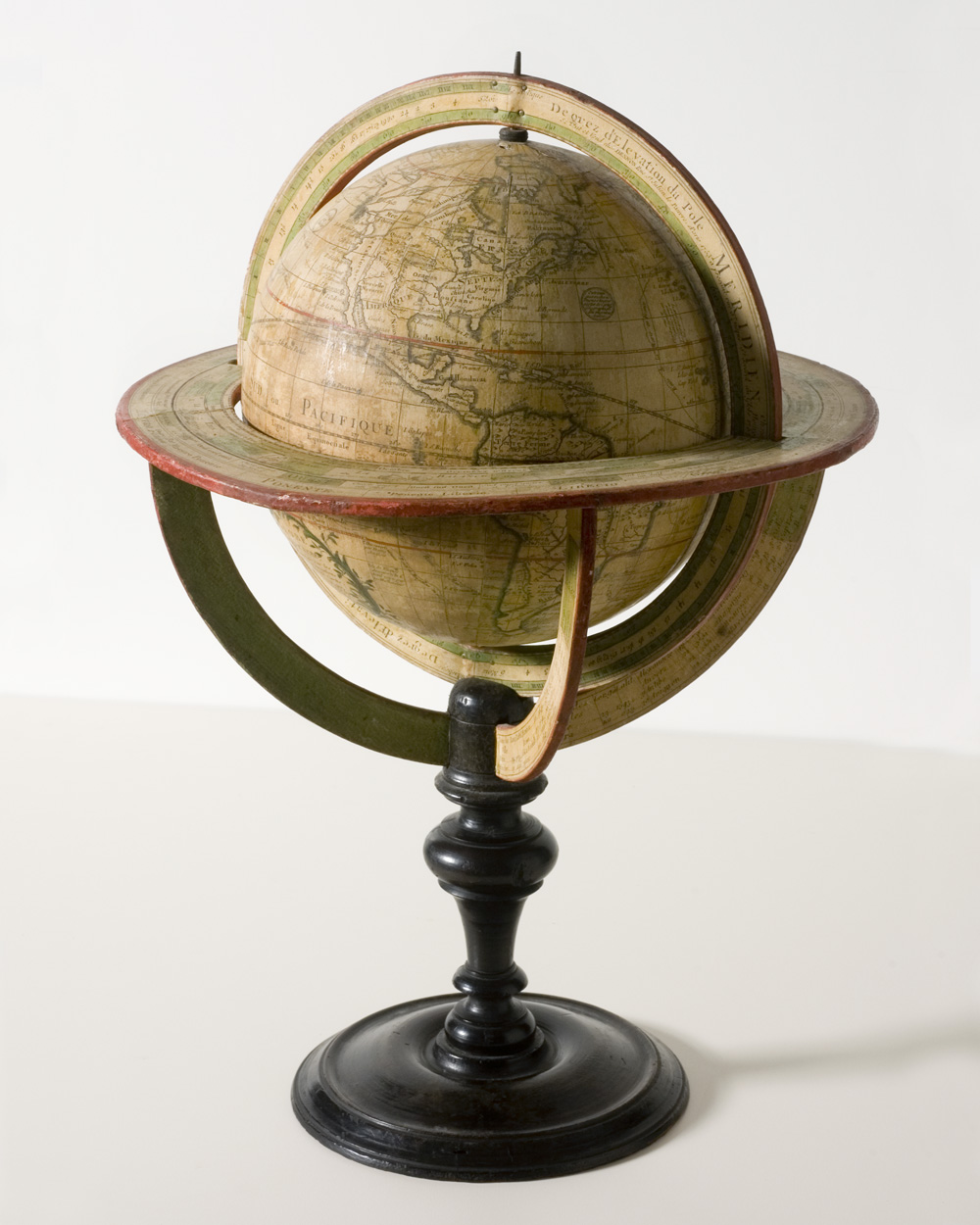
Ein Tischglobus von 1765, der eine fiktive Nordwestpassage zeigt.

Im 18. Jahrhundert waren die bekannten Zentren der Globenherstellung:
- Deutschland: mit den Herstellern (z. B. Johann Philipp Andreae, Johann Christoph Berndt, Johann Elert Bode, Anselm Desing, Johann Gabriel Doppelmayr, Johann Baptist Homann, Daniel Friedrich Sotzmann, Matthäus Seutter, Homann-Verlag von Johann Baptist Homann).
- Frankreich: mit den Herstellern (z. B. Didier Robert de Vaugondy, Rigobert Bonne, Guillaume Delisle)
- England: mit dem Hersteller (z. B. John Senex)
- Niederlande
- Schweden: mit dem Hersteller (z. B. Anders Åkerman)

Die Globenherstellung erweiterte sich. Es wurden mehr Globen hergestellt und an immer mehr Orten. Die Globen wurden erschwinglicher, waren aber nicht mehr so kunstvoll gestaltet, sondern sachlicher und schmuckloser.
Die in früheren Jahrhunderten übliche Verzierung des Kartenbildes (Fabelwesen, Schiffe, Motive aus der Seefahrt, Flaggen) verschwand immer mehr. Stattdessen fanden sich immer mehr geografische Angaben auf den Globen, die von neuen Entdeckungen zeugten, es wurden Seerouten auf den Globen eingetragen, Meeresströmungen und Tiefen. 1779 erschien das damals sehr populäre Buch A New and easy Guide to the Use of the Globes von Daniel Fenning.
Das alles war auch dem Einfluss der Aufklärung zu verdanken. In unerforschten Gebieten wurden keine geographischen Phantasieeintragungen mehr vorgenommen, sondern diese wurden als weiße Flecken auf der Karte belassen. Da durch die vielen Entdeckungsreisen die geografischen Kenntnisse von der Erdoberfläche immer detaillierter wurden, wurden auch die Erdgloben immer besser. Beispielsweise brachten viele Globenhersteller nach dem Fahrten von James Cook verbesserte Neuauflagen ihrer Globen heraus.
Auf den Himmelsgloben tauchten viele neue Sternbilder auf.
Um 1780 übertrafen die britischen Globenmacher mit ihrem Können und geografischen Informationen die Globenverlage anderer Länder. Großbritannien war zu jener Zeit ein wichtiges Handelszentrum geworden und wurde auch ein Zentrum der Bildung und der wissenschaftlichen Erkenntnis. Bekannt waren beispielsweise der britische Globenverlag „Newton & Son“ (John Newton; *1759; † 1844), W. & S. Jones (William & Samuel Jones), George Philip & Son, John Cary. Als Qualitätssiegel gab es für die Firmen den Titel „Globe & Math Instrument Makers to the King“.

### 19. Jahrhundert
Im 19. Jahrhundert wurde der Globus zur standardisierten, industriellen Massenware, die in Gewerbebetrieben in Serienproduktion gefertigt wurde. Durch technische Neuerungen wurde die Herstellung der Globen billiger und präziser. Die Reproduktion der einzelnen Streifen für den Globus erfolgte jetzt mittels Lithografie statt mit dem bisher üblichen Kupferstichverfahren, zuerst handkoloriert, durch Farblithografie ab Mitte des 19. Jahrhunderts nochmals wesentlich billiger. Dies begünstigte auch die Verbreitung der Schulgloben, die als Anschauungs- und Demonstrationsobjekte eingesetzt wurden. Ende des 19. Jahrhunderts wurden Maschinen erfunden, die hohle Halbkugeln aus Karton pressten.

### 20. Jahrhundert
Im 20. Jahrhundert ging man auch wegen des großen Bedarfs an Schulgloben von der Serien- zur Massenproduktion der Globen über, die nur noch wesentliche geografische Merkmale zeigten und von Einrichtungsgegenständen zu reinen Lehrmitteln und Demonstrationsobjekten wurden. Es wurden fast nur noch erschwingliche Erdgloben durch Tiefziehen von thermoplastischen Kunststoffen hergestellt.

## Aufbau und Herstellung
Früher bestand der Globus meist aus zwei hohlen Halbkugeln aus Pappmaché. Der Globuskörper wurde dann aus den hohlen Halbkugeln zusammengefügt. Dieses Herstellungsverfahren war vom 16. Jahrhundert bis zu den 1950er Jahren am meisten verbreitet. Bis Ende des 19. Jahrhunderts wurde die Pappmaché-Kugel zusätzlich noch mit einer dünnen Gipsschicht überzogen, die ganz glatt geschliffen wurde. Um den Herstellungspreis zu reduzieren, wurde dann auf den traditionellen Gipsüberzug verzichtet.
Im Inneren wurde die Globuskugel durch einen Holzstab verstärkt, durch den auch die Drehachse geführt wurde.

### Globuskartennetz
Der Globus gibt nur die ideale Erdkugel wieder, nicht jedoch die Erdfigur (Geoid) mit der Erdabplattung, da sie mit einem Wert von 1:300 des Äquatordurchmessers auf einem 30-cm-Globus nur 1 mm beträgt. Moderne Globen sind meist mit einem groben Netz aus Längenkreisen und Breitenkreisen in Abständen von 10° versehen, bei kleineren Globen auch in Abständen von 20° oder 30°. Des Weiteren sind meist der Äquator, die Wendekreise und die Polarkreise eingezeichnet.

### Globusmaßstab und Größe

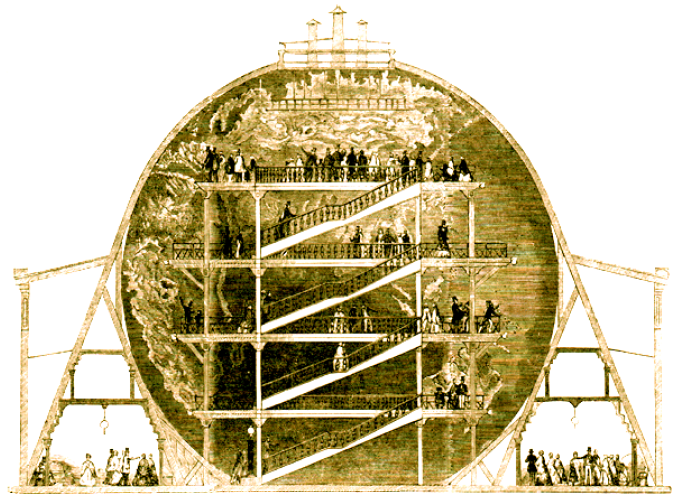
Begehbarer Riesenglobus Great Globe von James Wyld („Georama“)

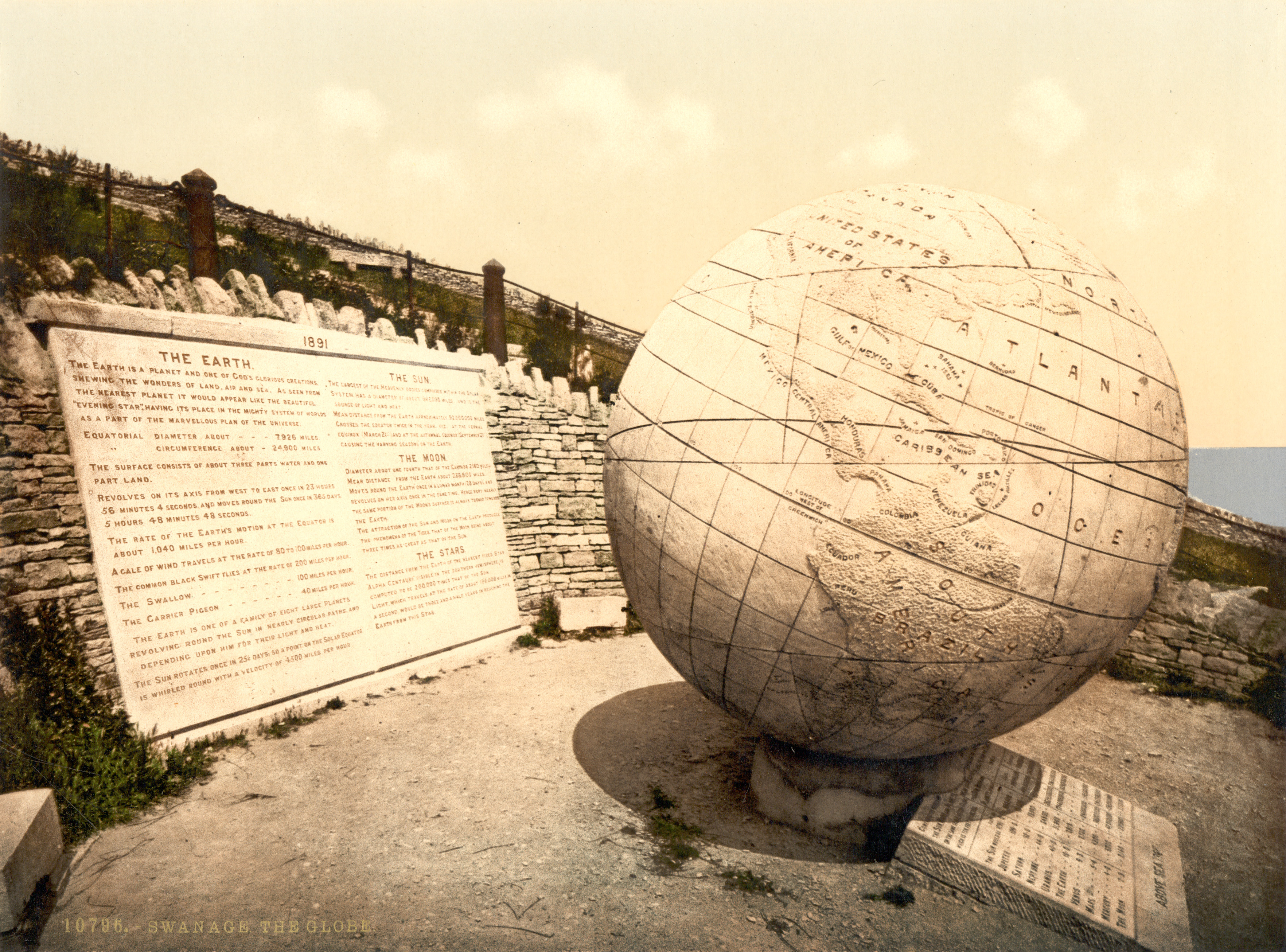
«Great Globe» aus Kalkstein im Durlston Country Park in Swanage (England) von 1887

Der Globusmaßstab ist der Maßstab eines Globus. Globen mit einem Durchmesser von 26 cm haben einen Maßstab von 1:50 Millionen. Bei einem Durchmesser von 51 cm beträgt der Maßstab 1:25 Millionen. Der typische Maßstab für einen Erdglobus beträgt 1:40 Millionen.
Je nach Größe und Art des Globus bezeichnet man ihn als Taschenglobus, Tischglobus, Standglobus oder Riesenglobus. Ein gebräuchlicher Tischglobus hat etwa einen Durchmesser von 25 bis 30 cm.
Der wohl kleinste Globus mit 60 Mikrometer Durchmesser wurde im Februar 2004 von der japanischen Firma NTT DoCoMo vorgestellt.
Es wurden im Laufe der Geschichte zahlreiche größere Globen oder Globenpaare (Erd- und Himmelsglobus) für Könige und Fürstenhäuser gebaut. In neuester Zeit dienen große Globen als Werbemittel und Blickfang.
Hier folgt eine Auflistung von Riesengloben, sortiert nach Durchmesser:
| Durchmesser | Bemerkung |
| ----------- | --- |
| 1,75 m      | Ein Globenpaar von Vincenzo Coronelli geschaffen für den Herzog von Parma. |
| 3,00 m      | Der aus 15 Steinstücken bestehende Große Globus (engl. «Great Globe») von Swanage zählt zu den größten Steinkugeln der Welt, die aus Kalkstein hergestellt wurden |
| 3,00 m      | Auf dem Piazzale del Impero in Rom am Sphärenbrunnen befindet sich der größte aus einem Stück Naturstein hergestellte Globus, der aus Carrara-Marmor besteht |
| 3,11 m      | Gottorfer Riesenglobus – erbaut 1650–1664 von Adam Olearius in Schleswig für Friedrich III. von Schleswig-Holstein-Gottorf (1597–1659); Der Globus war drehbar und begehbar. Außenhülle Erdglobus und innen Himmelsglobus. |
| 3,84 m      | Ein Globenpaar von Vincenzo Coronelli geschaffen für den französischen König Ludwig XIV., das sich heute im Besitz der französischen Nationalbibliothek befindet. Seit Anfang des 20. Jahrhunderts war es reparaturbedürftig in der Orangerie von Versailles eingelagert. Nach der Restaurierung wird es seit Oktober 2006 in der Westhalle der Bibliothek präsentiert. |
| 7,75 m      | Riesenglobus von Vandermaelen, Philippe M.G. (1795–1869) – ein Globus wurde in Brüssel im 1830 gegründeten „Établissement Geographique de Bruxelles“ ausgestellt. Dieser Globus könnte reproduziert werden, sofern man alle 386 Karten des „Atlas universel de géographie physique, politique, statistique et mineralogique“ zusammensetzen würde. Dieser Atlas war der erste, der alle Karten in gleichem Maßstab zeigt, die Karten zeigen nur die Landmasse. Gedruckt in Brüssel zwischen 1825 und 1827, erster Atlas, der komplett in Lithographie (von Henri Ode) gedruckt wurde. |
| 8,53 m      | Babson Globe in Wellesley, Massachusetts War bis 1988 größter drehbarer Globus der Welt, wiegt knapp 23 Tonnen und ist seit 2019 unter freiem Himmel aufgestellt. |
| 9,14 m      | Mapparium in Boston, USA. 1935 gebauter, drei Stockwerke hoher Glasglobus, der von einer innen durchführenden Zuschauerbrücke aus betrachtet wird. |
| 10 m        | Mappamondo della pace in Apecchio, Italien. Er war bis 1998 der weltweit größte drehbare Globus. |
| 10 m        | Mercateum in Königsbrunn im Landkreis Augsburg. Er ist der größte auf historischer Kartografie beruhende Globus der Welt. |
| 12,52 m     | Der weltweit größte drehbare Globus ist Eartha. Er hat einen Durchmesser von 12,52 Metern, ein Gewicht von 2721 kg und einen Globusmaßstab von 1:1 Mio. Er wurde vom Verlag DeLorme in Yarmouth in Maine (USA) im Jahre 1998 gebaut. |
| 36,57 m     | Unisphere ist ein großer Globus, der im Flushing-Meadows-Park im nördlichen Queens, New York City (USA) steht. |

Ein weiterer 1930 hergestellter Riesenglobus steht in der Lobby des Daily News Buildings in New York.

### Weitere bedeutende oder bekannte Globen
- St. Galler Globus aus dem 16. Jahrhundert, eine Kombination von Erd- und Himmelsglobus
- Zwei Globen für Ludwig XIV. von Vincenzo Coronelli (Erde und Himmel), heute in Paris
- Globus Jagellonicus – um 1510 in Frankreich angefertigt, heute im Museum der Jagiellonen-Universität ausgestellt

### Sonderformen
Es gibt auch freischwebende Globen (Schwebeglobus), welche mit Hilfe eines Mechanismus aus Magneten frei im Raum schwebend gehalten werden. Für den repräsentativen Publikumsbereich wurde mit Luxesse ein Globus mit integriertem Antrieb konzipiert, der optisch frei schwebend in einer Säule aus gegossenem Acrylglas rotiert.

### Gestell
Die alten Globen wurden traditionell auf teure, vierbeinige hölzerne Gestelle montiert. In neuerer Zeit ging man mit der Massenproduktion zur Montage der Globen auf der billigeren Säulenhalterung mit rundem Standfuß (Rundfuß, „Trompetenfuß“) über. Die wissenschaftliche Funktion der Globen ging Ende des 19. Jahrhunderts verloren, weshalb auch die Globengestelle wesentlich reduziert werden konnten (siehe unten: Der Globus als wissenschaftliches Instrument).

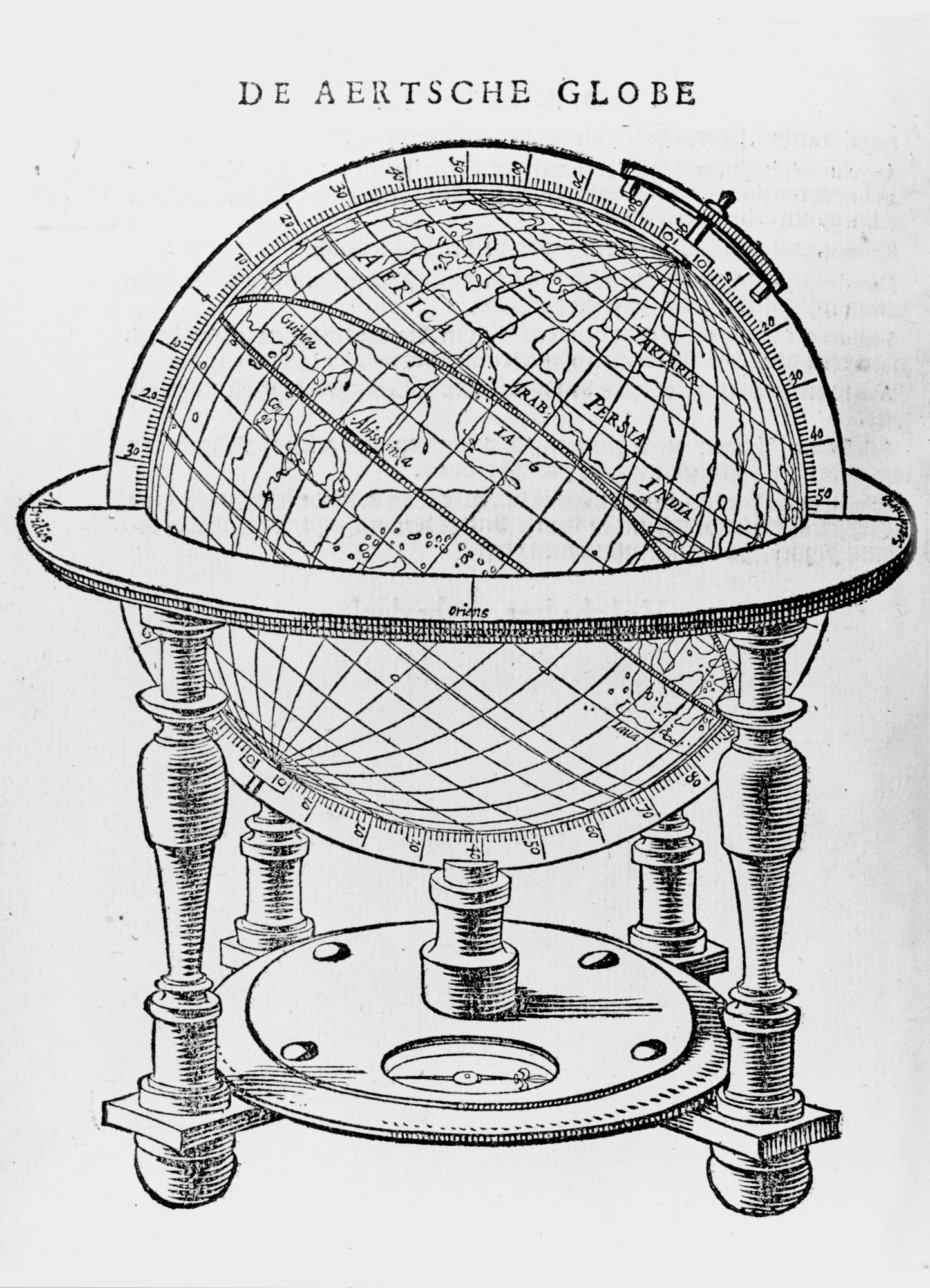
Globus mit vierbeinigem Gestell. Der Kompass am Fuß ist gut zu erkennen.
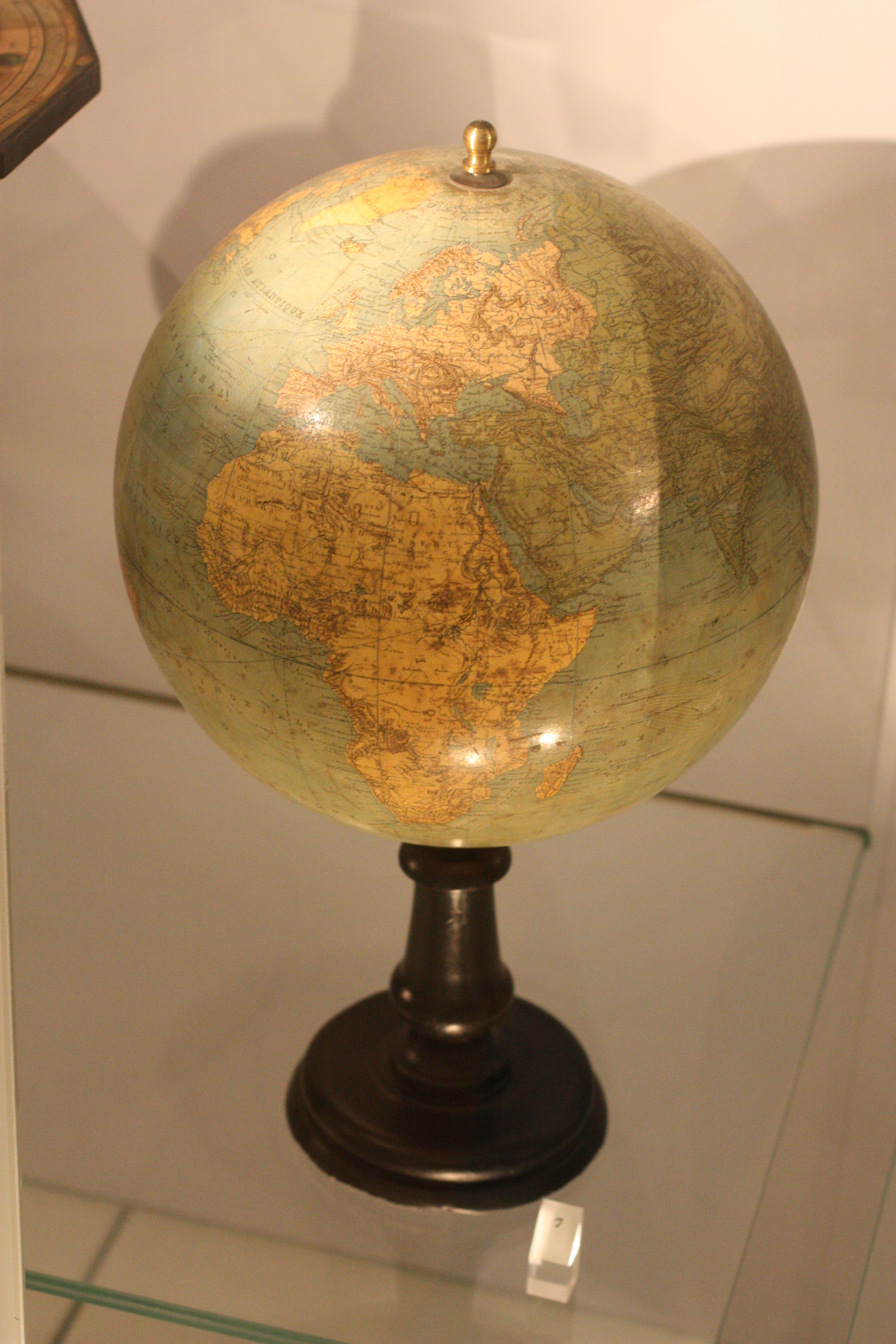
Globus auf senkrechter Erdachse (Paris, um 1890)
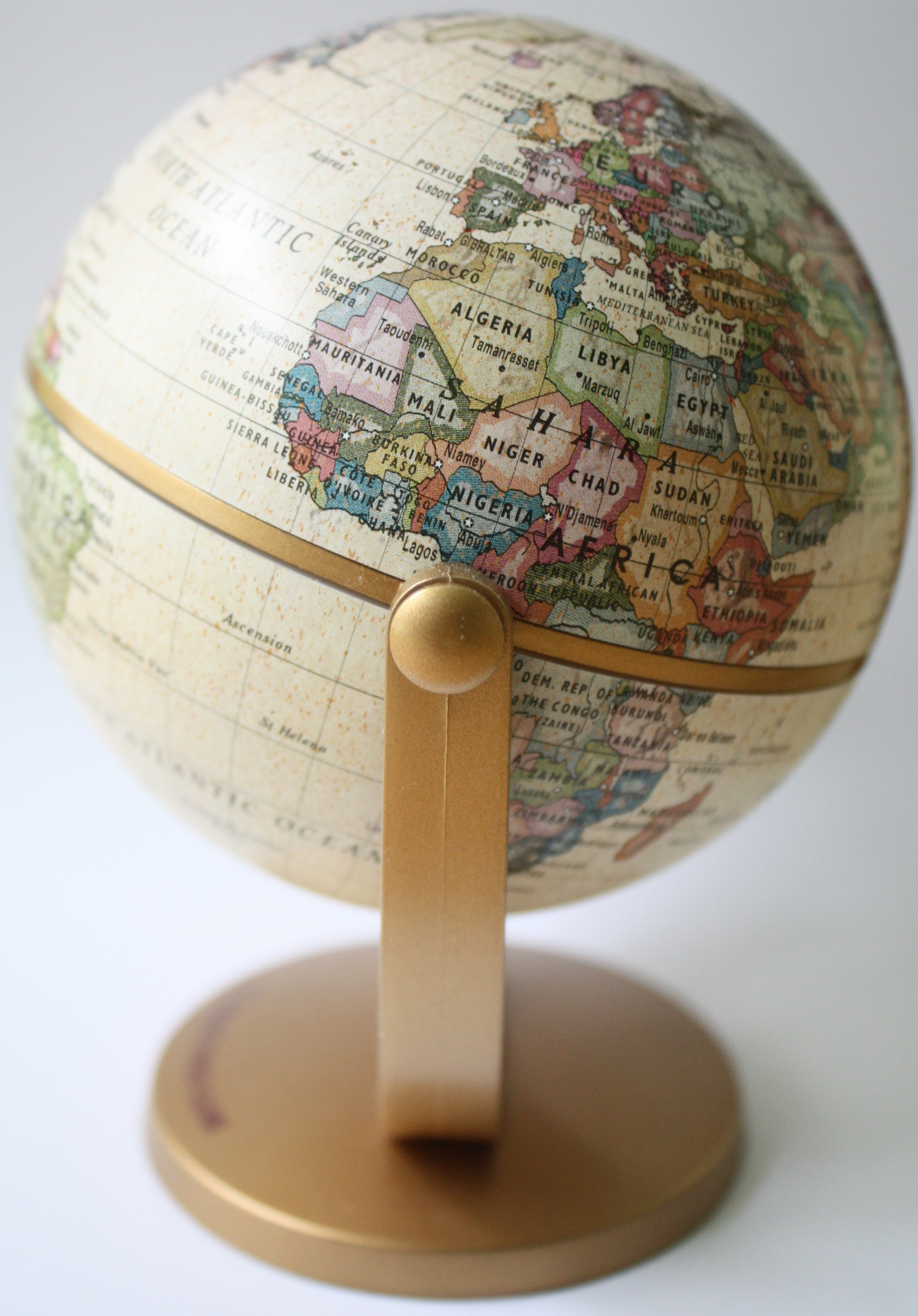
Globus mit Dreh-Schwenk-Halterung

Die alten traditionellen Halterungen für die großen Standgloben bestanden aus einem hölzernen horizontalen Ring (Äquatorring), der auf vier Füßen ruhte. Der Globus lag zur Hälfte oberhalb und unterhalb des Äquatorrings. Auf diesem Äquatorring war ein weiterer Ring vertikal angebracht – der Meridianring. Der Meridianring war anfangs ebenfalls aus Holz, bei jüngeren Globen dann meist aus Messing, er ließ sich innerhalb des Äquatorrings drehen. Im Meridianring war der Globus mittels einer Drehachse angebracht. Diese Konstruktion erlaubte es, den Globus in alle Richtungen zu drehen und zu schwenken, so dass er so positioniert werden konnte, dass zwei beliebige Orte auf dem Globus auf dem Äquatorring zu liegen kamen. Der Äquatorring trug meist mehrere Skalen für Winkel, Stunden und Entfernungen. Diese konnten dann nach der gewünschten Positionierung des Globus direkt zwischen zwei Orten auf dem Globus abgelesen werden. Äquatorring und Meridianring werden bei Globen als Armierung bezeichnet. Ebenfalls zur Armierung zählt ein Kompass (meist ein Trockenkompass), der gewöhnlich zwischen den Füßen des Gestelles angebracht ist.
Zusätzlich zur Armierung gehört zur Ausrüstung älterer Globen auch manchmal einen biegsamen Blechstreifen aus Messing, der wie ein Lineal auf dem Globus benutzt wird. Damit wird der Abstand zwischen zwei Punkten gemessen, die nicht auf dem Äquator oder auf dem gleichen Meridian liegen.
Die Gestelle der alten Globen hatten auch einen nicht zu unterschätzenden dekorativen Aspekt. Die Atlasfigur ist ein beliebtes Motiv, das gelegentlich in Halterungen antiker Globen integriert ist. Atlas ist ein griechischer Riese, der das Himmelsgewölbe auf seinen Schultern trägt.
Weit verbreitet ist das Drehgestell, bei dem der Globus mittels einer Achse, die durch seine beiden Pole läuft, befestigt wird. Der Globus ist drehbar auf dieser Achse montiert. Diese auf einem Standsockel befestigte Drehachse ist meist um 23,5° gegenüber der Senkrechten geneigt, um die Bahnebene (Ekliptik) der Erde um die Sonne zu veranschaulichen. So lässt sich auch der Verlauf der Jahreszeiten und der Verlauf eines Tages anschaulicher demonstrieren. Ältere Globen haben jedoch auch manchmal eine genau senkrecht stehende Drehachse.
Seltener sind Globen mit einer kardanischen Aufhängung.
Rollgloben haben eine lose auf einem Sockel liegende Globuskugel, die in zwei gekreuzten Quadranten ruht. Die Messskala am Quadranten erlaubt die Entfernungsmessung zwischen zwei beliebigen Punkten auf der Erde. Die Messskala ist oft mit mehreren Einheiten skaliert (Nautische Meilen, Stundenskala, Winkelskala).
Einige hochwertige moderne Globen haben einen „Datumsrechner“ am Stativ, um die Position der Erde und den Sonnenstand für jeden Tag des Jahres und für jede Tageszeit exakt einstellen zu können.
Globen mit einer Dreh-Schwenk-Halterung lassen sich in alle Richtungen drehen. Hierbei durchstößt die interne Drehachse des Globus nicht die beiden Pole, sondern sie wird durch einen seitlichen Schwenkarm gehalten, der den Globus im Äquatorbereich „durchsticht“. Damit der Schwenkarm den Globus am Äquator durchdringen kann, ist der Globus in eine Nord- und Südhalbkugel zerteilt. Dazwischen liegt ein mehrere Millimeter breiter Spalt, durch den der von der Seite kommende Schwenkarm zur internen Globusachse geführt wird.
Stehaufgloben haben ein Gestell, das nach dem Prinzip des Stehaufmännchens gestaltet ist. Durch den schweren, abgerundeten Standfuß richtet sich das Gestell mit dem Globus immer wieder auf, nachdem es nach unten gedrückt wurde.

### Segmenttechnik

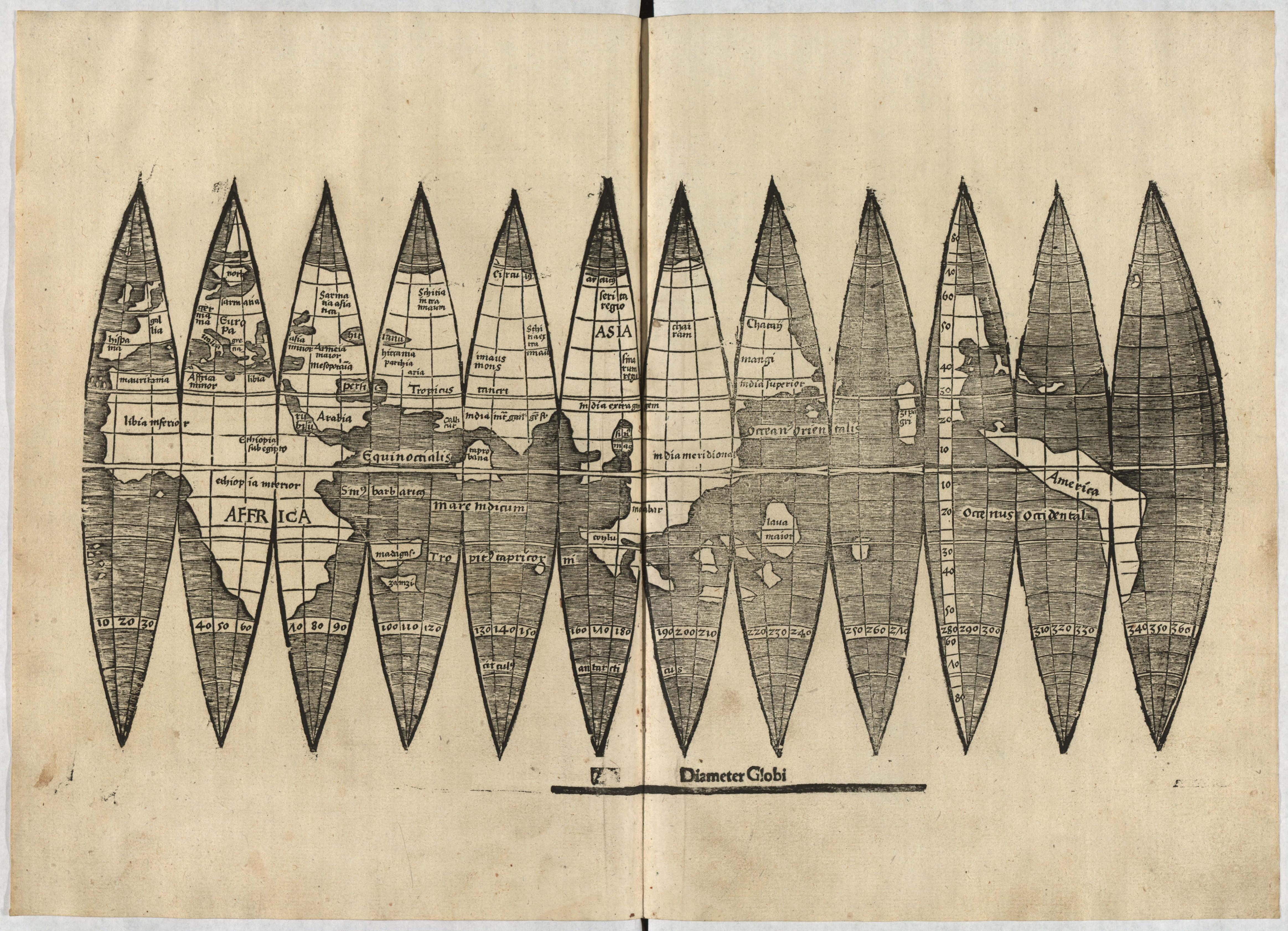
Zweiecke für den Erdglobus von Martin Waldseemüller (nach 1507)

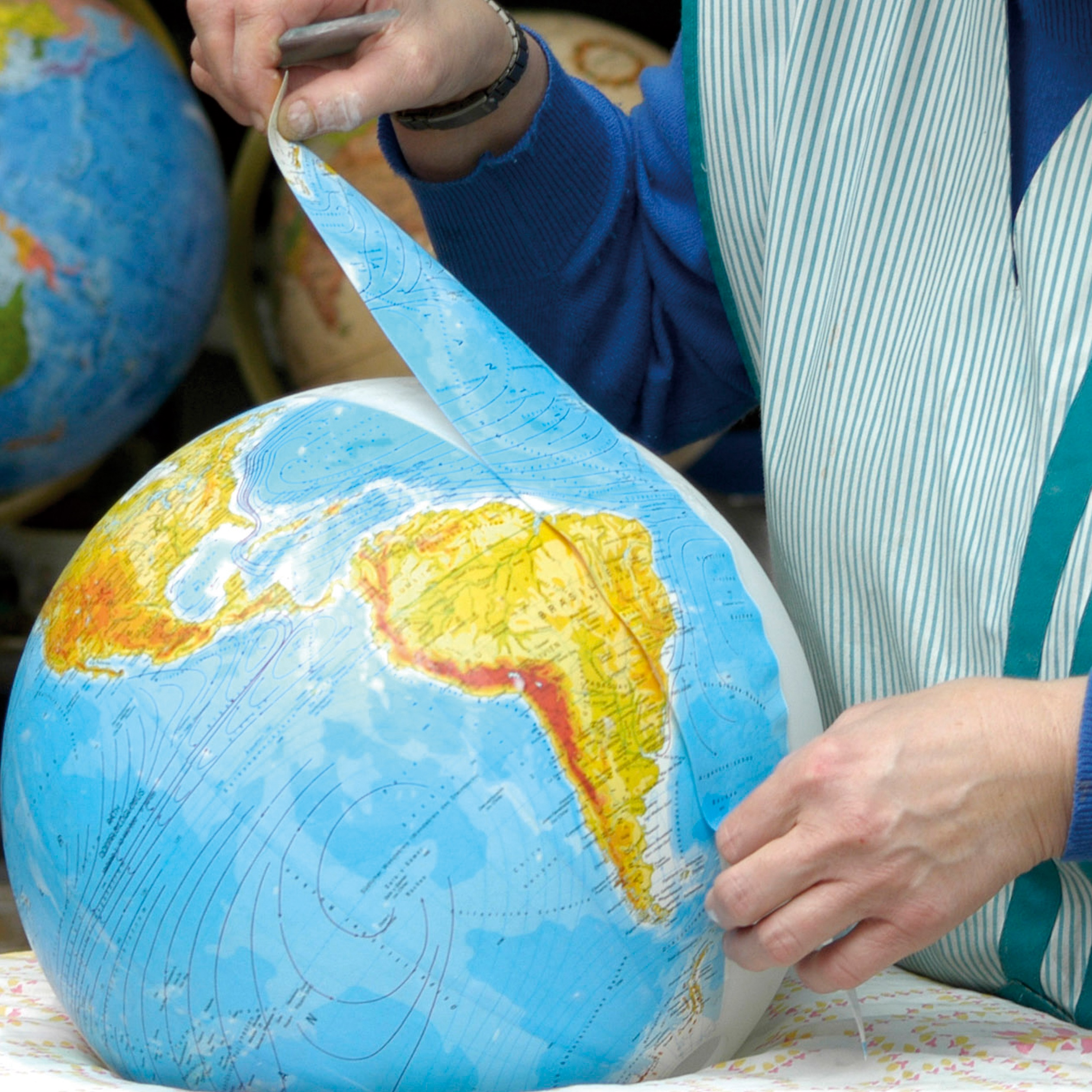
Handkaschierung beim Räthgloben 1917 Verlag

Bis zur Einführung der Kunststoffgloben war das Handkaschieren von Globen das einzige Herstellungsverfahren. Bei dieser althergebrachten traditionellen handwerklichen Technik der Globenherstellung werden Globussegmente von Hand auf eine Kugel aufkaschiert (mit der Karte belegt) und mit Lack versiegelt.
Um Überlappungsfehler zu vermeiden, werden die nicht verzerrungsfreien Segmente möglichst schmal gewählt, die sphärischen Zweiecke (die Globusstreifen; engl. gores ) decken meist 30° Längenunterschied ab. So wird der Globus gewöhnlich mit 12 mit Schnittstanzen ausgeschnittenen Zweiecken beklebt. Dabei wird darauf geachtet, dass die Schnittstellen der sich geringfügig überlappenden Globussegmente nicht auf den eingezeichneten Meridianlinien liegen, sondern dicht daneben. Bei sehr großen Globen werden diese Zweiecke nochmals am Äquator geteilt. An den Polen wird oft noch ein zusätzliches kreisrundes Kartenstück aufgeklebt (Polkappe; engl. polar calottes), um so an dem Punkt, an dem die 12 Segmente zusammenlaufen, eventuelle unsaubere Überlappungen zu verbergen.
Die Karten der Globussegmente werden beispielsweise in der querachsigen abstandstreuen Azimutalprojektion gedruckt.
Früher wurden auf eine Holzkugel (die sich aber leicht im Laufe der Zeit verzog) in Handarbeit erstellte Kartensegmente aufgebracht und so zu einem Globus zusammengesetzt.

### Tiefziehtechnik
Heute werden Kunststoffgloben als Massenprodukt aus thermoplastischen Kunststoffen hergestellt. Eine Kunststoffplatte wird mit einem verzerrten Kartenbild (Zerrdruck) bedruckt und in einer Pressmaschine durch Hitze in eine Halbkugel geformt, wobei das verzerrte Kartenbild in die unverzerrte Form gebracht wird. Der überstehende Rand der Platte wird weggeschnitten und die separaten Halbschalen für die Nord- und Südhalbkugel werden zur Globuskugel zusammengefügt.
Bei einem anderen Herstellungsverfahren wird eine Kunststofffolie mit der verzerrten Karte bedruckt, dann mittels Vakuum tiefgezogen und danach unter Druck mit Acryl hinterspritzt. Auch das Hinterfüttern der dünnen tiefgezogenen Folie mit Hartschaum wird angewendet.
Globen werden auch aus Acrylglas und selten aus Glas gefertigt.
Obwohl heute die Tiefziehtechnik bei der Globenherstellung das dominierende Verfahren ist, werden jedoch auch weiterhin die teureren handkaschierten Globen hergestellt.

### Moderne Kartongloben
Für die Herstellung moderner Globen aus Karton wird eine Folie, die mit dem Kartenbild der Nordhalbkugel bzw. der Südhalbkugel bedruckt ist, mit einer Schicht Karton verklebt und dann ausgestanzt.
Zusammen mit einer zweiten Lage ausgestanzten Kartons gleicher Form und mit einer Klebeschicht dazwischen wird alles zusammen in einer Presse unter zusätzlicher Hitzeeinwirkung zu einer hohlen Halbkugel gepresst. Die Ränder der Halbkugel sind um ca. ein bis zwei Zentimeter länger, als für den späteren Globus erforderlich. Dieser etwas zu lange Rand der Halbkugel wird genau entlang des Äquators abgeschnitten, da sich so die größte Genauigkeit erzielen lässt. Abschließend werden Nordhalbkugel und Südhalbkugel des Globus zusammengesetzt, wobei zur Verstärkung ein zusätzlicher ca. zwei Zentimeter breiter Kartonring im Globus entlang des Äquators eingeklebt ist. Dieser Ring gibt dem Globus noch eine zusätzliche Stabilität. Abschließend wird die schmale Stoßfuge zwischen den Halbkugeln entlang des Äquators mit einem schmalen Klebeband verklebt, das gleichzeitig mit einer Längeneinteilung versehen ist.

Schablone für die Globushälfte – vor dem Pressen
Zwei Schablonen werden – um einige Grad gedreht – übereinandergelegt

### Bedeutende Hersteller
- Columbus Verlag Paul Oestergaard in Krauchenwies
- Ludwig-Julius Heymann[13][14]
- Räthgloben 1917 Verlag in Leipzig
- Simon Schropp & Comp.
- Ernst Schotte
- Dietrich Reimer[15]

### Kartuschen

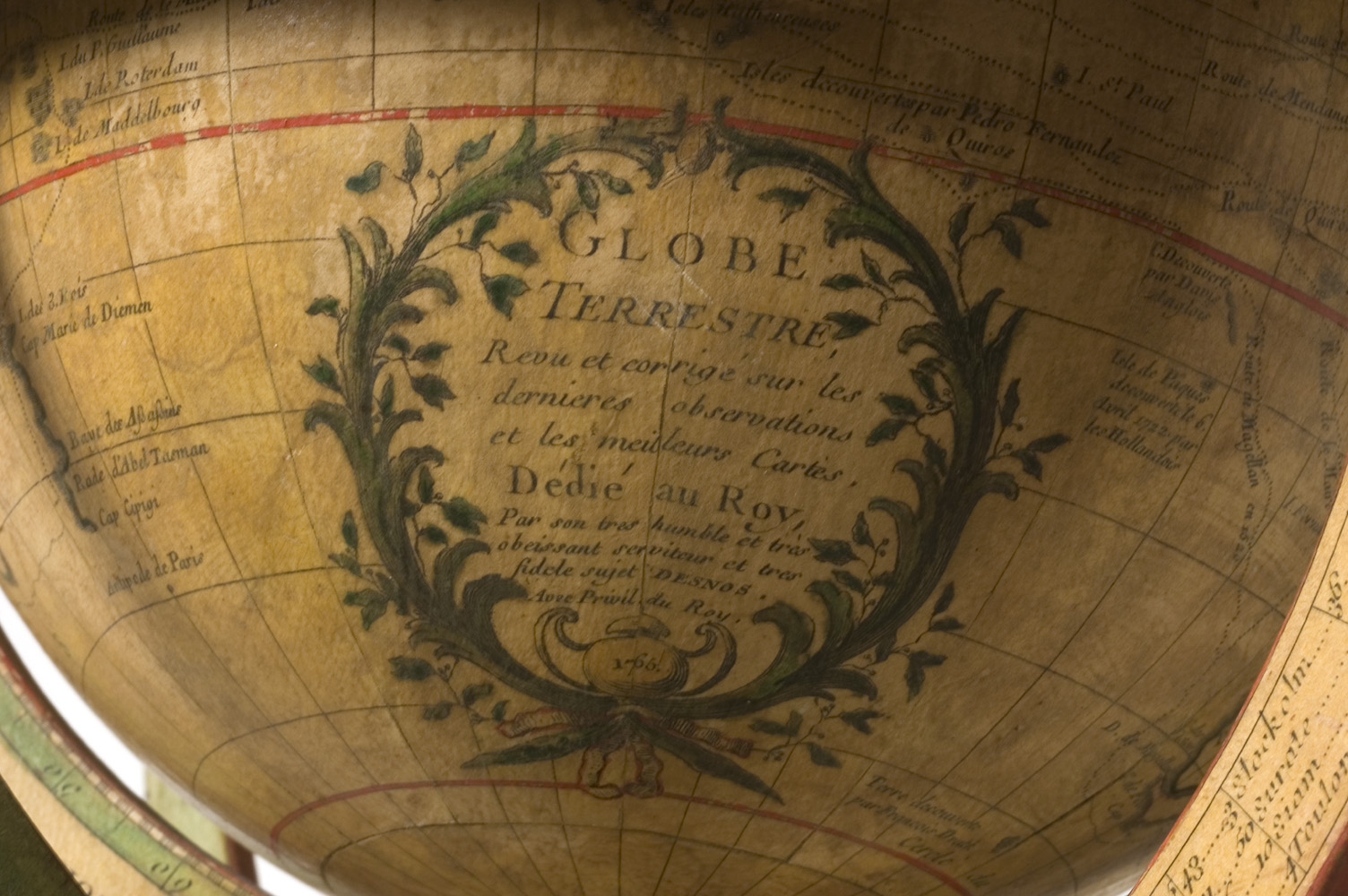
Kartusche – mit einer Widmung in der unteren Hälfte: „Erdglobus – durchgesehen und korrigiert nach den letzten Beobachtungen und den besten Karten – Gewidmet dem König – durch seinen sehr unterwürfigen und sehr gehorsamen Diener und sehr treuen Untertanen Desnos. Mit dem Privileg des Königs. – 1765“

So wie viele historische Karten haben besonders ältere Globen eine mehr oder weniger dekorativ gestaltete Kartusche, aus der der Titel und eventuell der Name des Autors, Verlages, der Maßstab und/oder das Herstellungsjahr hervorgeht.
Bei einer Widmungskartusche steht in der oberen oder unteren Hälfte wem dieser Globus gewidmet ist (häufig einem König oder anderen Herrscher). Da dieser zur Zeit der Anfertigung des Globus noch nicht immer feststeht, wird diese Hälfte der Widmungskartusche oft vorerst frei gelassen.

## Verschiedene Globustypen
Es gibt Globen der Sternbilder (Himmelsgloben), des Mondes und anderer Planeten.
Bei Erdgloben werden unter anderem physische Globen und thematische Globen unterschieden. Physische Globen sind wie geografische (topografische) Karten gestaltet. Auf einigen ist auch der Meeresboden als geografische Karte dargestellt.
Thematische Globen sind hauptsächlich die politischen Globen. Es gibt aber auch thematische Globen über die Geologie der Erde, Geotektonik, Klima, Wirtschaft oder Verkehr.

### Manuskriptgloben
Manuskriptgloben (von Manuskript oder Handschrift) waren handgezeichnete Globen, bei denen auch alle Beschriftungen und Eintragungen von Hand vorgenommen wurden. Es handelte sich nicht etwa um handschriftliche Druckvorlagen, die dann später durch Druck vervielfältigt werden sollten. Diese Manuskriptgloben waren Einzelstücke. Erst viel später folgte die Serienfertigung und dann die Massenproduktion der Globen.
Einige Globen wurden auf Stein-, Metall- oder Elfenbeinkugeln gefertigt. Auf solchen massiven Globen ist das Kartenbild manchmal plastisch hervorgehoben. Sie können graviert oder bemalt sein. Meist wurde das Kartenbild jedoch aus Papierstreifen aufgeklebt. Auch massive Holzkugeln oder hohle Halbkugeln aus Holz wurden verwendet.

### Schulgloben

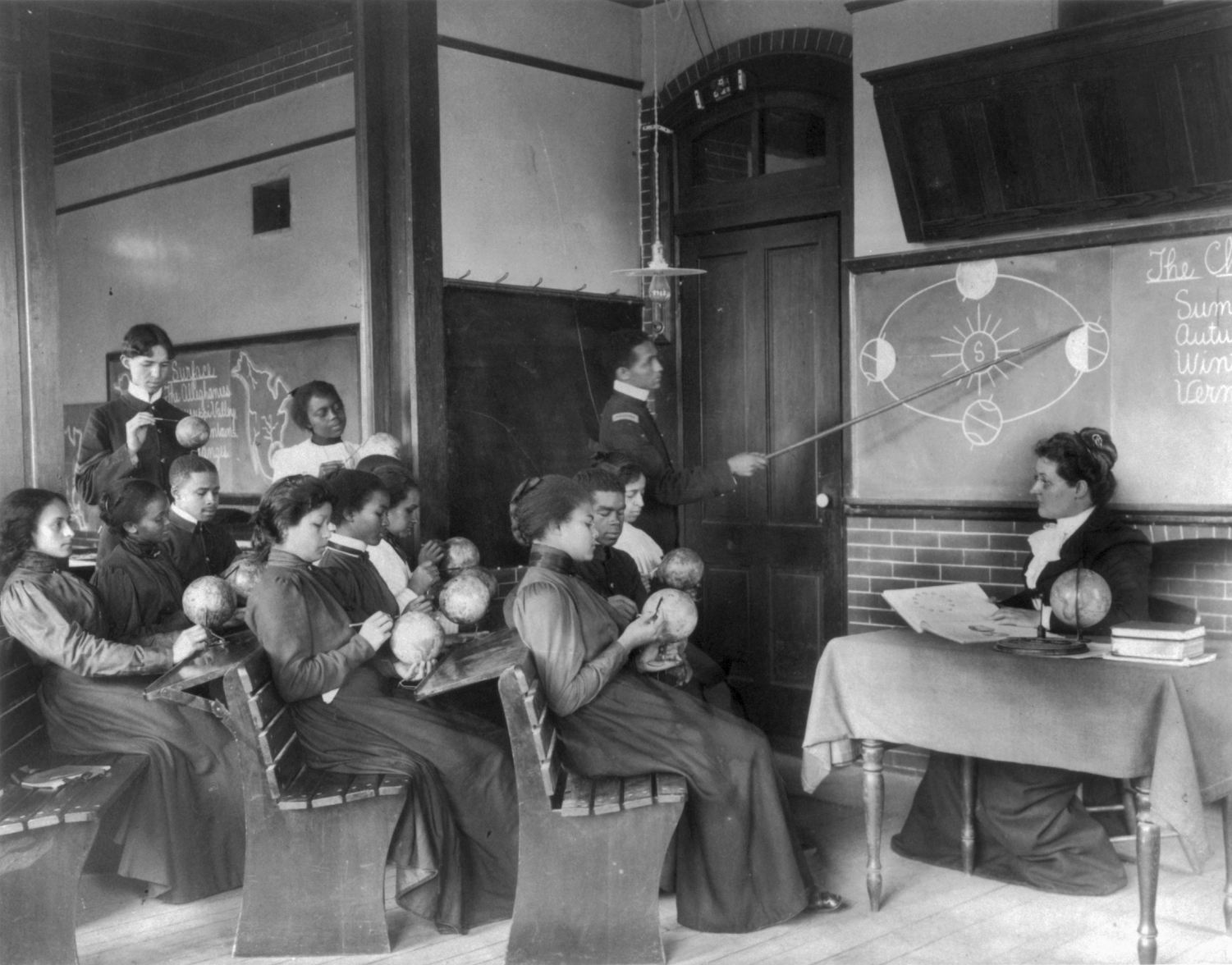
Arbeiten mit Schulgloben im Jahr 1899

Der Schulglobus wurde als Lehr- und Anschauungsmittel für den Schulunterricht eingesetzt, auch zur Erläuterung und Veranschaulichung geografischer Phänomene (Erdrotation, Sonnenstand, Wendekreis, Polarnacht, Corioliskraft, Zeitzonen, Sonnenuhren, Großkreise und Großkreisnavigation usw.). In Österreich wurden ab 1870 Globen als Lehrmittel an den allgemeinen Schulen eingesetzt.
Eine besondere Version ist der stumme Globus, auf dem lediglich das Gradnetz der Erde, die Konturen der Kontinente, die größten Flüsse und alle Landesgrenzen eingezeichnet sind, aber keinerlei Beschriftung (Ländernamen, Städtenamen, geografische Bezeichnungen) oder geografische Information. Auf diese Globen, die ohne eigentlichen Karteninhalt sind, können zu Lehrzwecken verschiedene Sachverhalte, z. B. mit Kreide oder Filzstift, aufgezeichnet werden. Es gibt auch stumme Globen, auf denen lediglich die Umrisse der Kontinente (ohne Ländergrenzen) eingezeichnet sind. Auf anderen didaktischen Globen sind die Kontinente und die Ozeane farblich deutlich voneinander abgehoben, um das Verhältnis zwischen Weltmeeren und Landmassen zu veranschaulichen. Auch gibt es Schulgloben, auf denen lediglich die einzelnen Kontinente in verschiedenen Farben dargestellt sind.
Eine weitere Version des stummen Globus ist der Induktionsglobus, der nur das Gradnetz der Kugel zeigt, so dass an ihm physikalisch mathematische Zusammenhänge gut erklärt werden können. Der Induktionsglobus wurde von Joseph August Brandegger in Ellwangen erfunden und diente zur praktischen Einführung in den mathematisch-geografischen Unterricht.

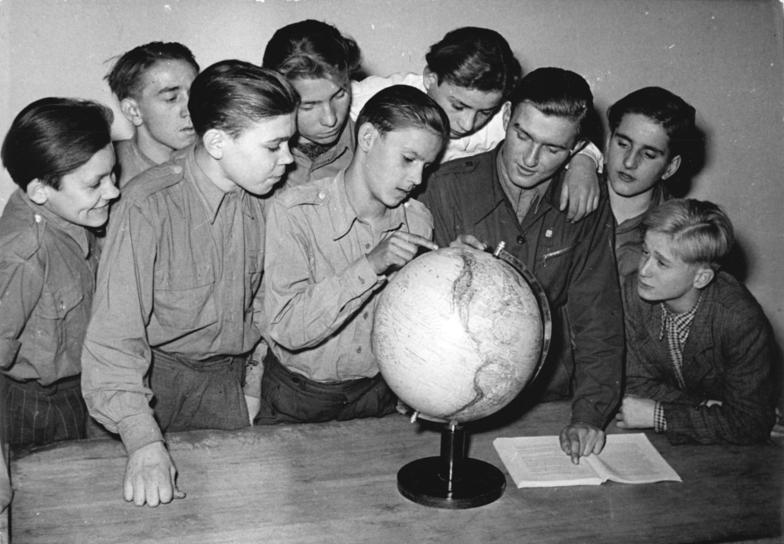
Schüler am Schulglobus 1951
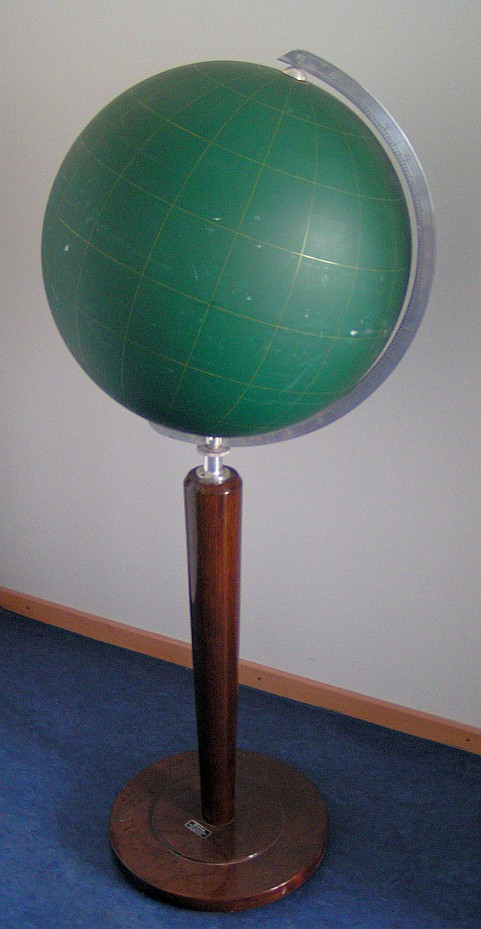
Induktionsglobus mit Gradnetz
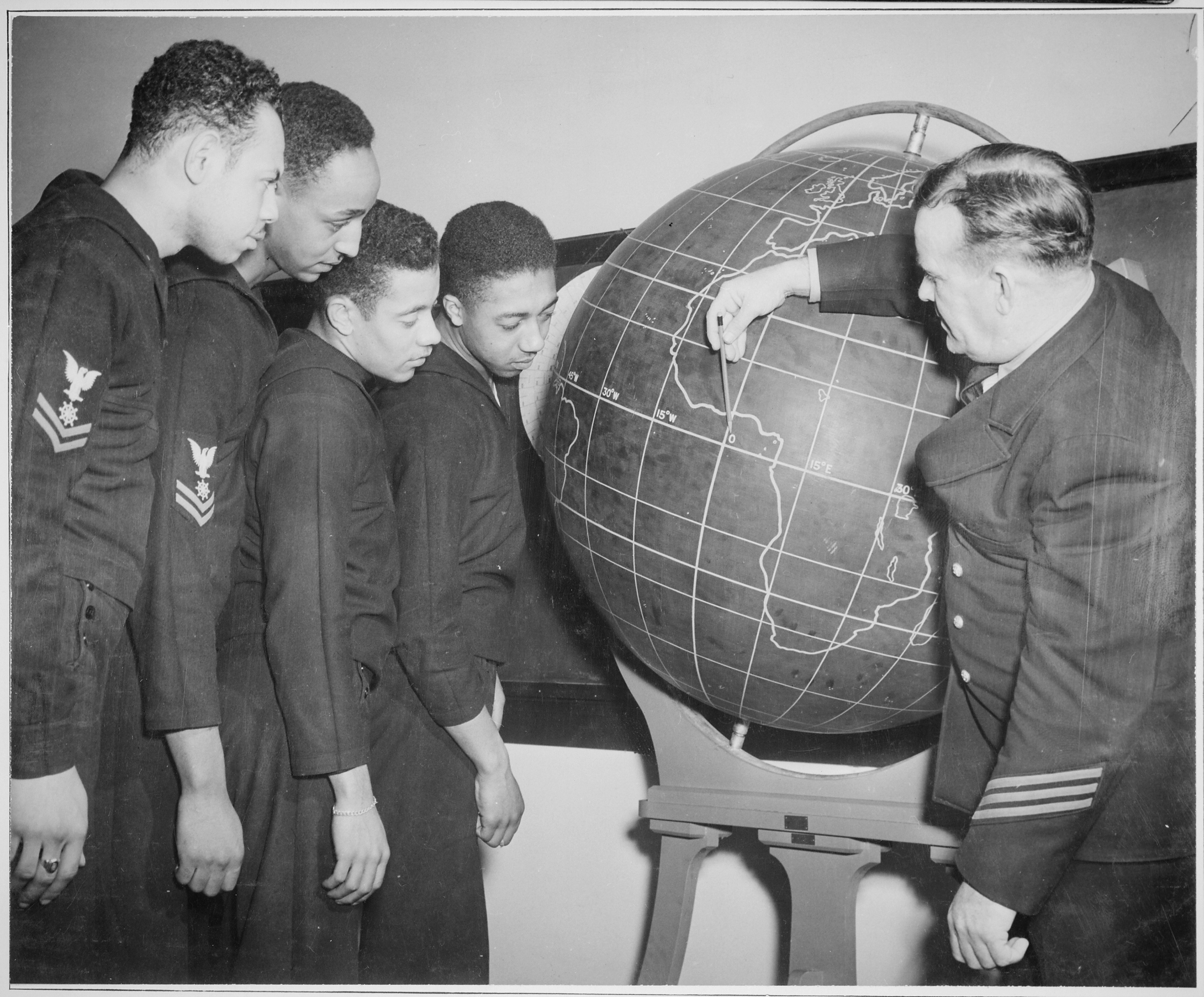
Induktionsglobus mit Gradnetz sowie Stummer Karte der Küstenlinien der Kontinente

### Leuchtgloben

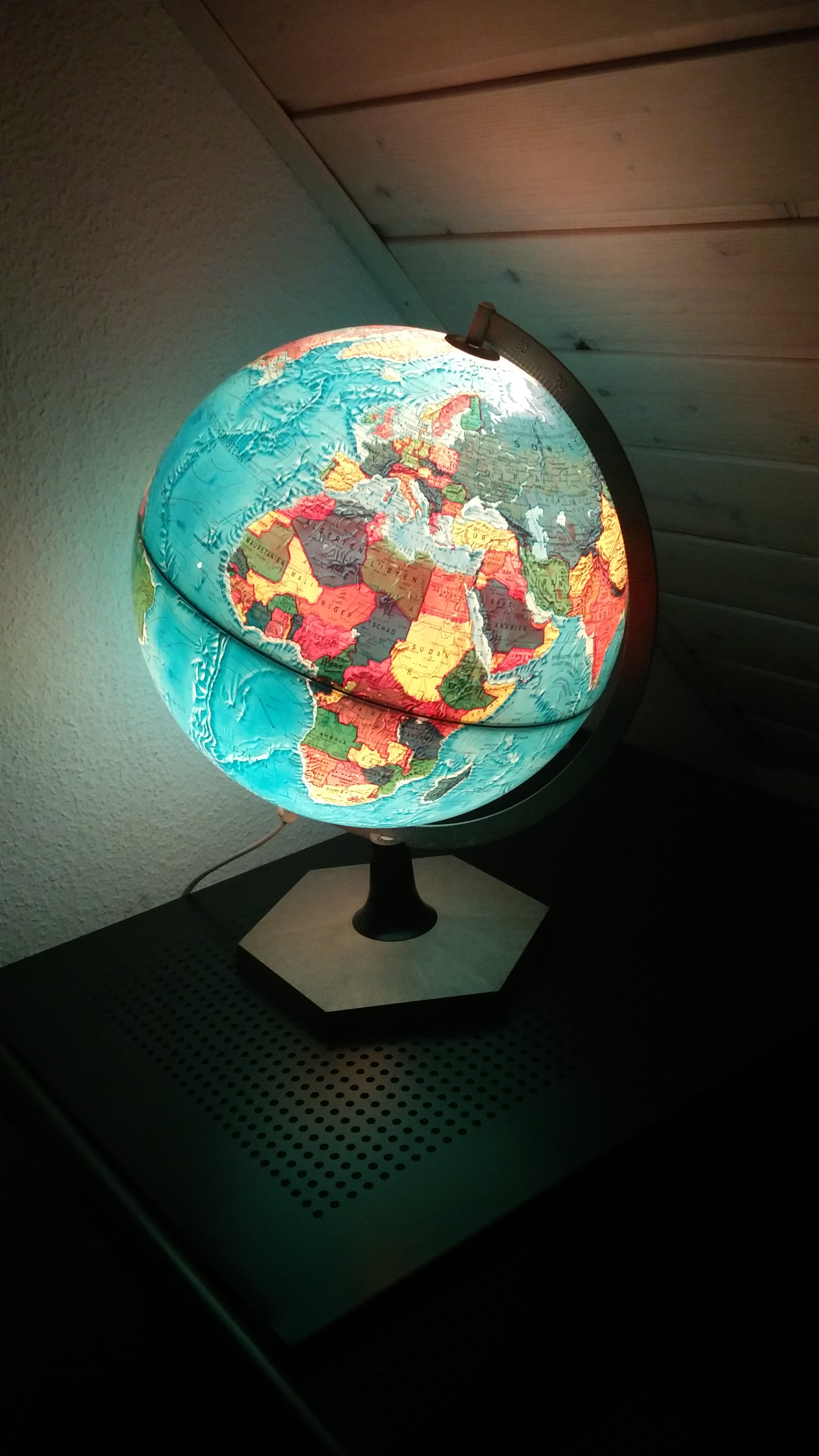
Leuchtglobus im Dunkeln.

Die Firma Räthgloben 1917 Verlag verkaufte 1921 die möglicherweise ersten Leuchtgloben, die auf einer Glaskugel gefertigt und von innen mit elektrischen Glühlampen beleuchtet waren. Ab den 1950er Jahren wurden die Leuchtgloben dann als Duo-Globen angeboten, die auf der Innenseite eine weitere Karteninformation hatten, die beim Einschalten der Beleuchtung sichtbar wurde. Je nach Hersteller zeigt der Globus im unbeleuchteten Zustand das politische oder physische Kartenbild und im beleuchteten Zustand das andere Kartenbild. Sie werden je nach Hersteller auch als Doppelbild-Leuchtglobus, Zweibild-Leuchtglobus oder Doppelleucht-Globus bezeichnet
Duogloben gibt es auch in einer Ausführung mit Tag- und Nachtdarstellung.
Eine weitere Variante des Leuchtglobus ist der Wechselbildglobus, bei dem in einem einzigen Globus Erdglobus und Himmelsglobus vereint sind.

### Digitale Globen

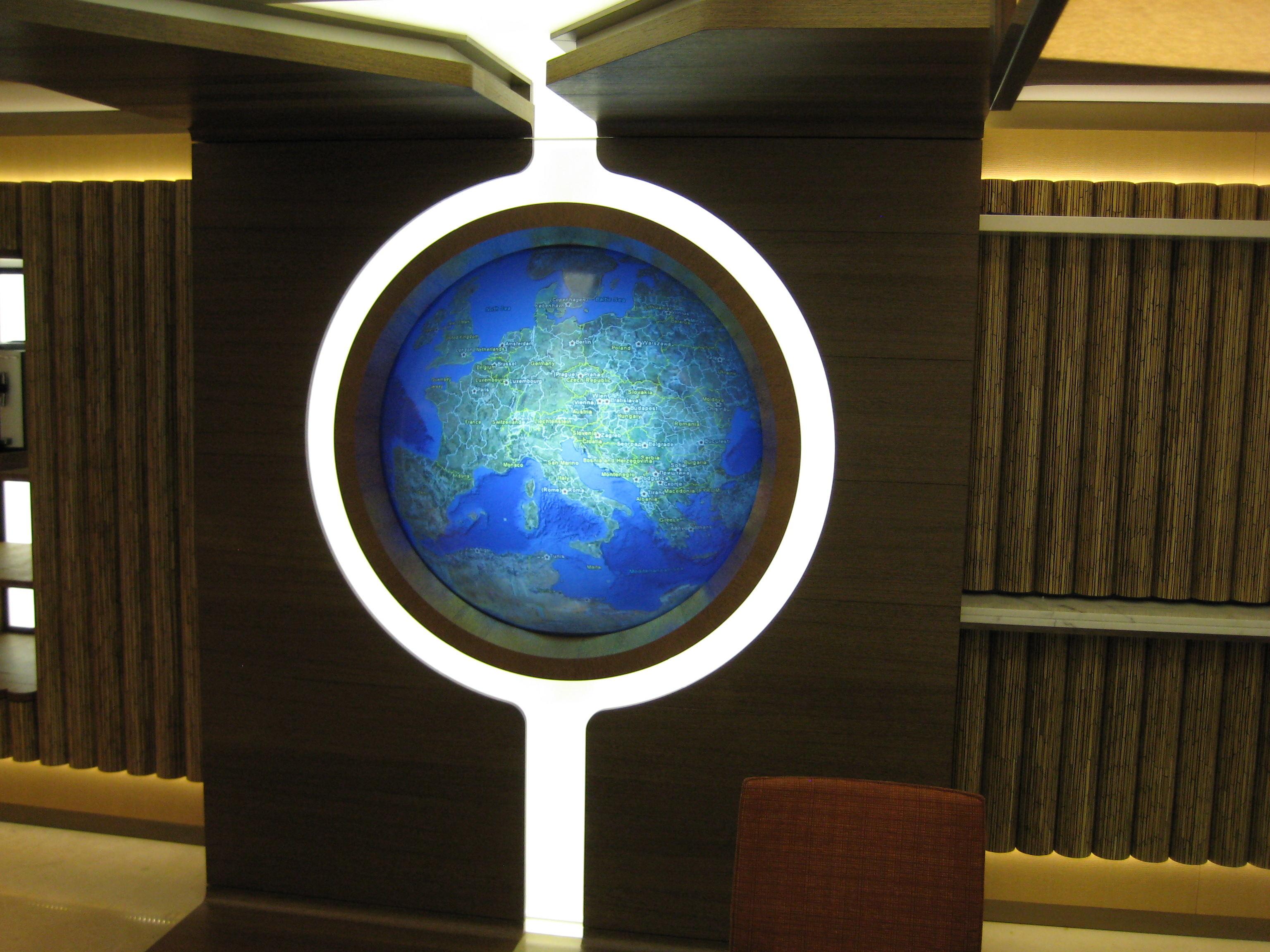
Interaktiver sphärischer Globus

Digitale Globen, auch als virtuelle Globen bezeichnet, modellieren seit Ende des 20. Jahrhunderts die Erde auf einem virtuellen Globenkörper im virtuellen Raum. So wie der traditionelle analoge Globus weist der digitale Globus ein verzerrungsfreies Kartenbild auf (flächen-, winkel- und längentreu). Hingegen können digitale Globen eine wesentlich höhere Auflösung der Kartendarstellung erreichen als konventionelle analoge Globen. Durch die Möglichkeit unterschiedliche Themen darzustellen, die direkte Auswahl durch die Nutzenden und die Funktion den Globus zu skalieren und damit die Option Themen genauer zu betrachten, ist der digitale dem analogen Globus in Sachen Interaktivität einige Schritte voraus. Zudem können sie einfacher aktualisiert werden, da der analoge Herstellungsprozess hinfällig ist. Beispiele für virtuelle Globen sind der  World Wind Globus der NASA, Google Earth, Marble oder der 3D-Globus von National Geographic.

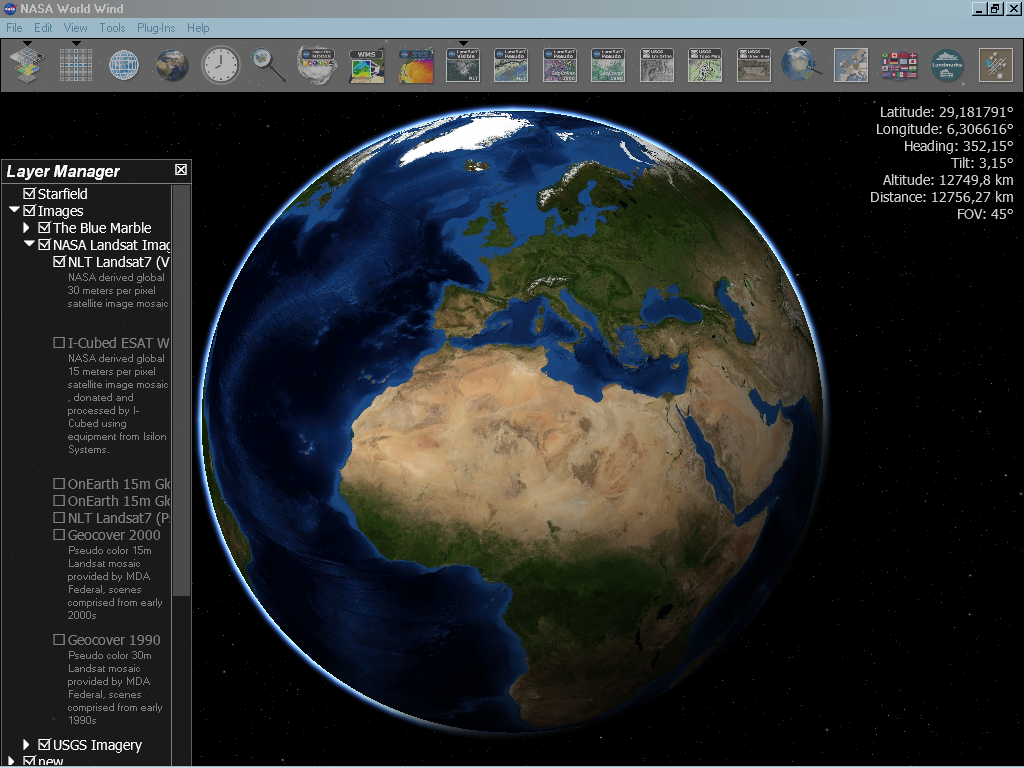
Digitaler Globus NASA World Wind
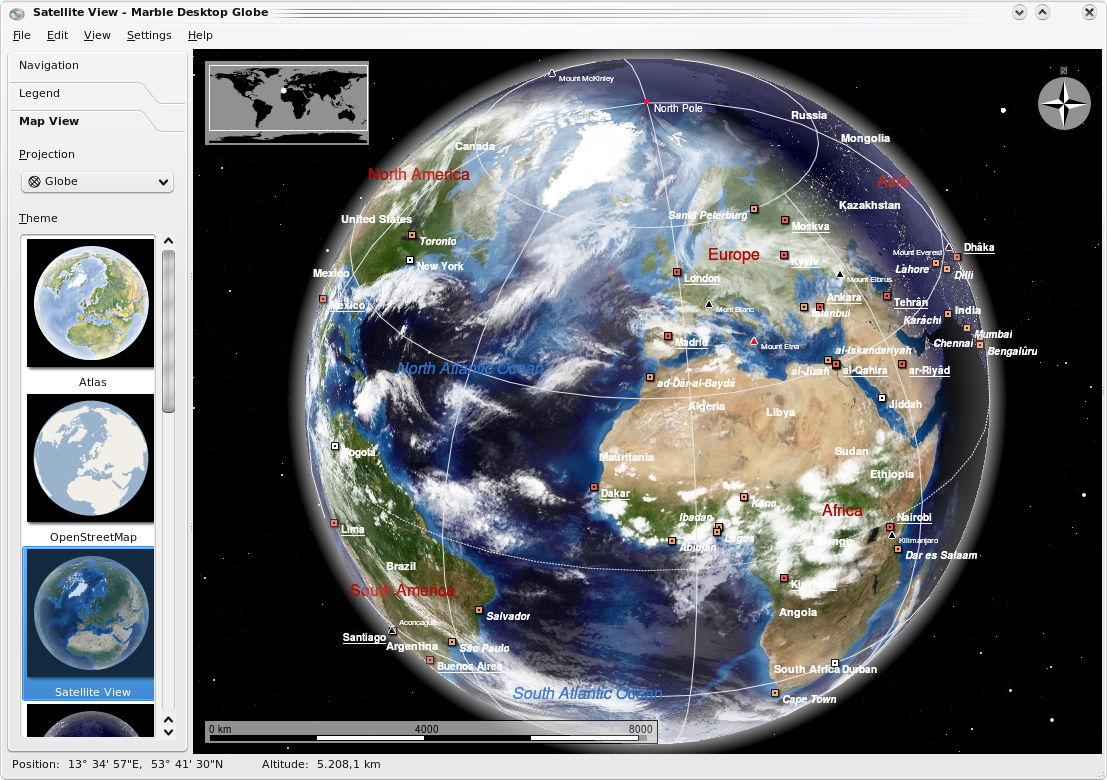
Virtueller Globus in Marble

### Hypergloben
Bei einem Hyperglobus handelt es sich um einen Globus bei welchem auf einen materiellen Globenkörper im Raum (sphärisches Display), das digitale Abbild der Erde projiziert wird. Dabei kann eine Vielzahl von Informationen visualisiert werden, unter anderem Karten, Videos, Bilder, Texte und Animationen. Eine weitere Informationsebene ist die Erweiterung der Inhalte durch eine Audiospur. Die Daten werden mit Hilfe von Projektoren auf das sphärische Display übertragen, dabei handelt es sich um ein Display in Form einer Kugel. Taktile Hypergloben unterscheiden sich in erster Linie durch die Beschaffenheit des Globenkörpers und die verwendete Projektionsart. Es lassen sich 3 Projektionsarten unterteilen:
- Außenprojektion: Bei der Außenprojektion wird die Globuskugel von mindestens vier, besser 6, Projektoren von außen bestrahlt.
- Innenprojektion: Das Globenbild wird von innen auf die Kugel projiziert.

1. Fischaugenbasierte Innenprojektion – Projektion durch ein spezielles Fischaugenobjektiv mit Hilfe eines einzelnen Beamers.
2. Spiegelbasierte Innenprojektion – Projektion mit einem oder zwei Beamern und einem konvexen Spiegel im Innern der Kugel.

- Direkte Projektion: Mit Hilfe von LEDs oder OLEDs wird die Globuskugel gleichzeitig Projektor, wie auch Projektionsfläche.

Für Hypergloben existiert eine Vielzahl an Inhalten, diese erstrecken sich von statischen, über animierten, bis hin zu Echtzeit- und Prognosedarstellungen. Das Einsatzgebiet von Hypergloben liegt vor allem in der Informationsvermittlung, Medienkunst und Didaktik, sie sind in Museen, Forschungseinrichtungen, Schulen, Firmen und weiteren Einrichtungen zu finden. Der erste Hyperglobus in einem europäischen Museum ist seit April 2007 im Swiss Science Center Technorama in Winterthur einer breiten Öffentlichkeit zugänglich. Mit Hilfe des 1,5 m großen Globus werden den Besuchern Themen wie Stürme, Meeresströmungen, der Wechsel der Jahreszeiten, die Wanderung des magnetischen Pols oder der weltweite Luftverkehr nähergebracht.

### Paläogloben

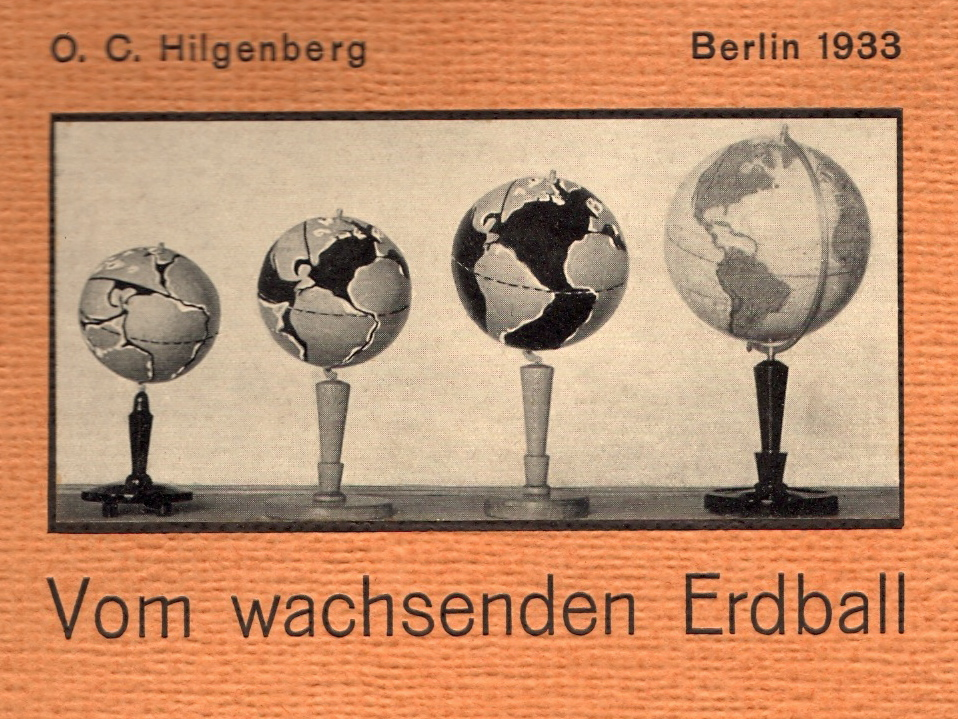
Hilgenbergs Globen zur Erdexpansion

Es gibt sogenannte Paläo-Globen, bei denen unter Berücksichtigung der Theorie der Erdexpansion, die besagt, dass die Erde vor ein paar hundert Millionen Jahren nur halb so groß wie heute war, die Erde entsprechend dargestellt wird. Alfred Wegener folgerte aus der genauen Passung der Küstenlinien von Südamerika und Afrika, dass sie einst zusammen einen größeren Kontinent gebildet haben müssen. Er rekonstruierte einen Superkontinent namens Pangäa, der alle bekannten Erdteile umfasste und aus dem Weltmeer herausragte. Paläo-Globen und Computeranimationen zeigen, dass mit den heutigen Kontinenten eine viel kleinere Erdkugel fast vollständig geschlossen werden kann. Die ersten Paläo-Globen stammen von Christoph Hilgenberg.

### Weitere Globusarten
Reliefgloben zeigen ein stark überhöhtes Relief der großen Gebirge. Bei einer maßstabgerechten Abbildung des Gebirgsreliefs würde auf einem Globus mit 60 cm Durchmesser der Mount Everest beispielsweise nur eine Höhe von 0,5 mm haben. Da bei Reliefgloben die Beschriftung auf einer unebenen Fläche erfolgt, ist sie stellenweise schlechter lesbar. Meist zeigen Reliefgloben auch das Meeresrelief. Die Überhöhung kann auch für unterschiedliche Höhenbereiche unterschiedlich gewählt werden. Beispielsweise bis 1000 m NN eine 60-fache Überhöhung und darüber lediglich eine 40-fache Überhöhung, sowie eine 40fache Überhöhung beim Relief der Ozeane. Eine billigere Alternative zu Reliefgloben sind Globen mit glatter Oberfläche, bei denen die Gebirge lediglich mit Reliefschummerung dargestellt sind. Für Sehbehinderte werden auch taktile Globen hergestellt.
Oft sind auf Globen auch die Meeresströmungen dargestellt, unterschieden nach kalten und warmen Meeresströmungen. Auch gibt es Globen bei denen, besonders am Meeresboden, zusätzlich noch die tektonischen Plattengrenzen eingezeichnet sind.

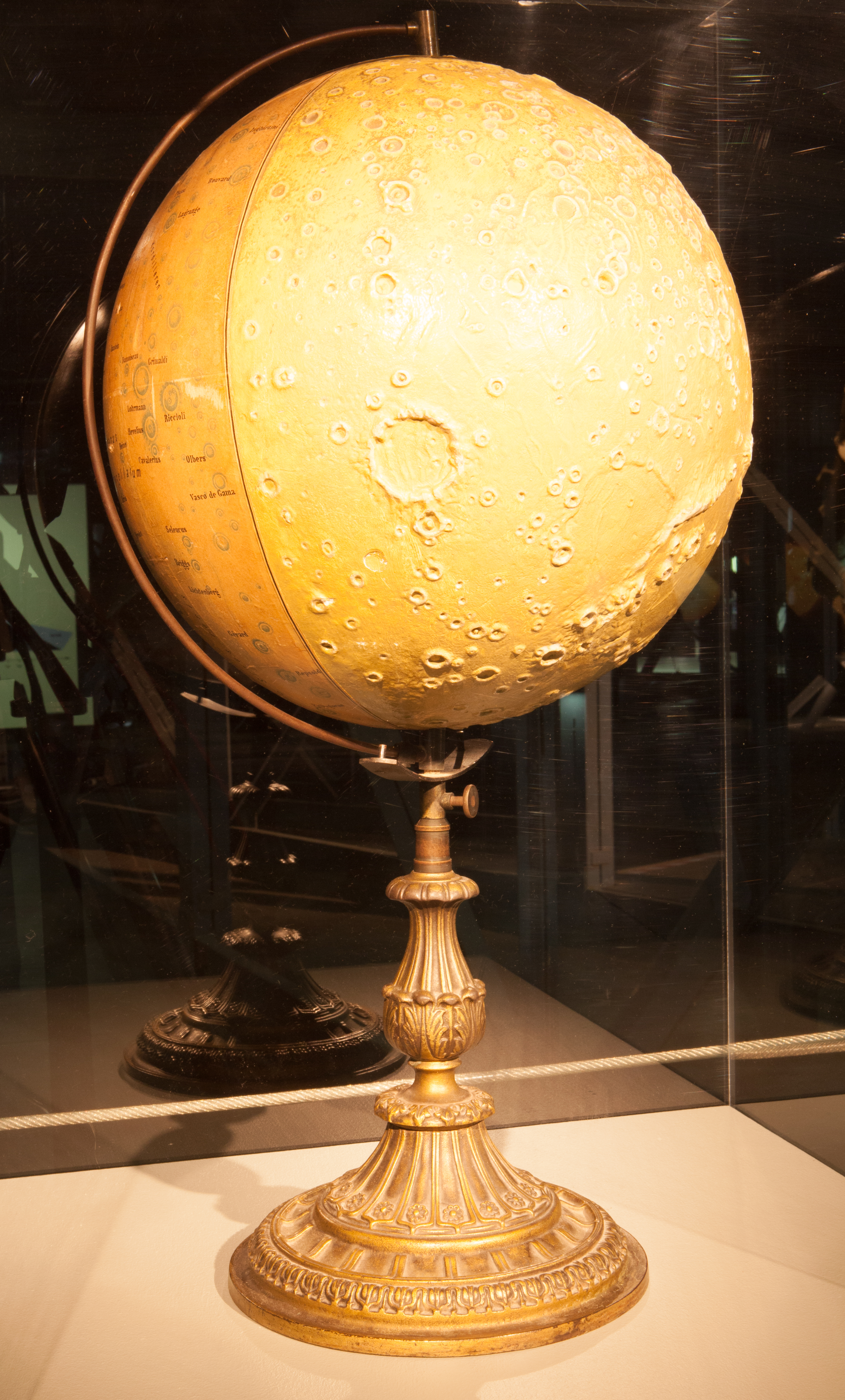
Reliefglobus des Mondes
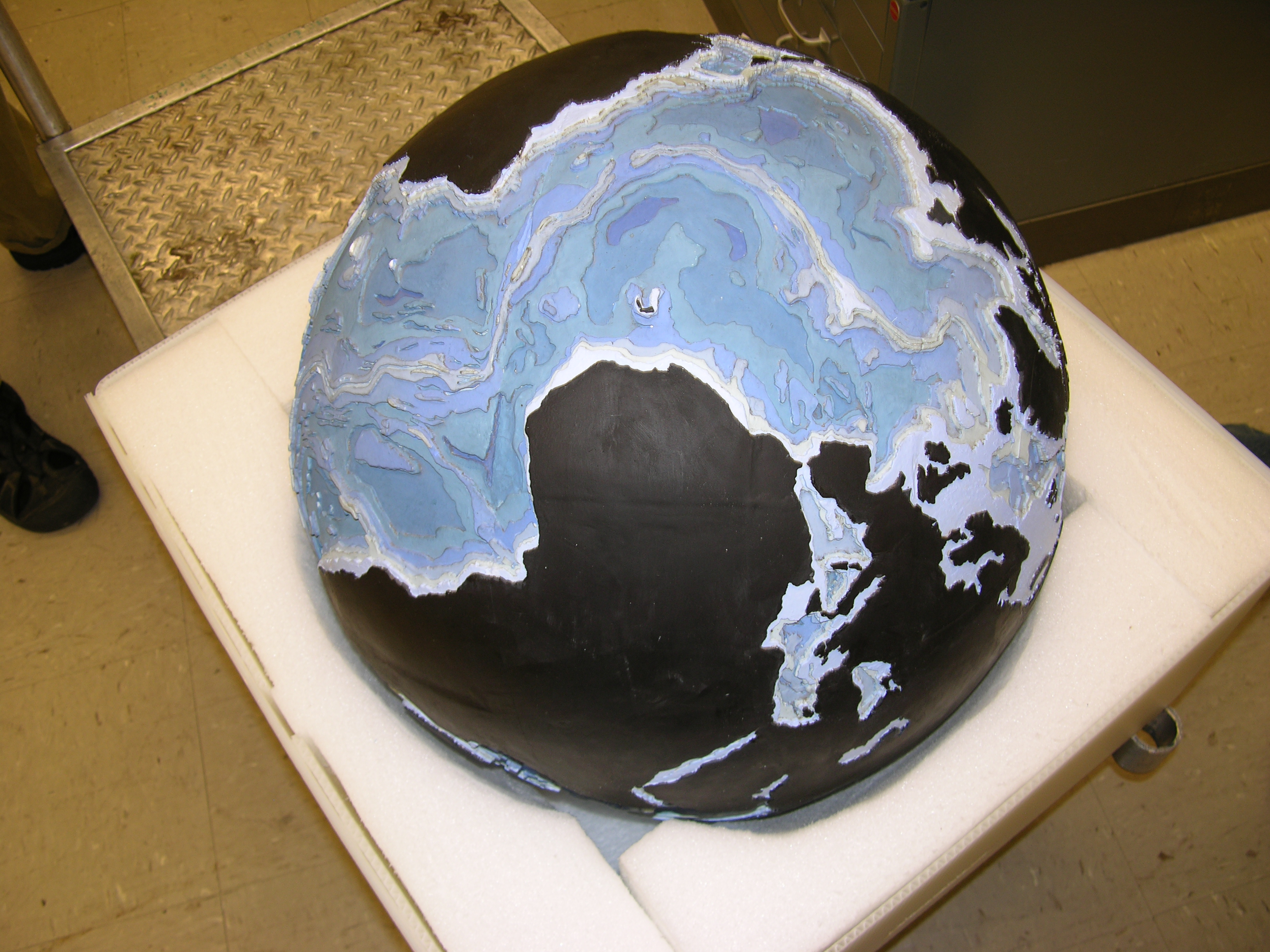
Bathymetrischer Globus hergestellt von Bruce C. Heezen und Marie Tharp
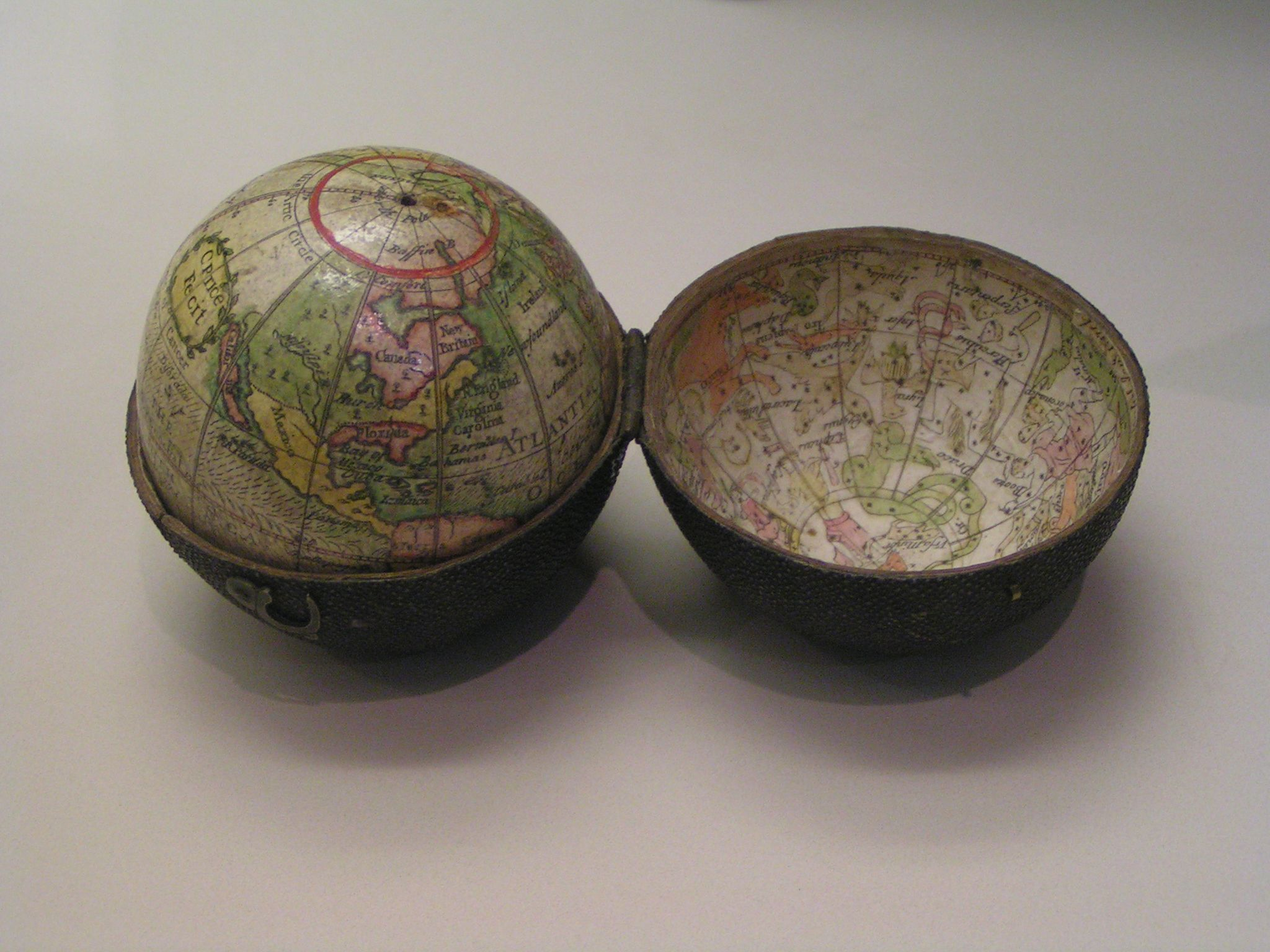
Taschenglobus von Charles Price 1716 hergestellt

Taschengloben (auch: Miniaturgloben oder Minigloben; englisch Pocket globe, französisch Globe de poche) haben einen Durchmesser von 5 bis 12 cm. Sie werden meist in einer Dose, Schachtel oder Kästchen geschützt transportiert und aufbewahrt. Taschengloben können auch aus edlen Hölzern, beispielsweise aus Mahagoni- oder Walnussholz, oder aus Elfenbein hergestellt sein.
Der Sackglobus ist eine Sonderform des Taschenglobus. Es handelt sich um einen aufklappbaren Taschenglobus, in dessen Inneren beispielsweise noch eine kleine, herausnehmbare Armillarsphäre verstaut ist.
Als Kosmoglobus bezeichnete Caspar Garthe 1827 einen aus zwei Glashalbkugeln hergestellten Himmelsglobus, in dessen Innerem er eine hölzerne Erdkugel anbrachte. Ein solcher Globus entstand Mitte des 16. Jahrhunderts in der Werkstatt des Gerhard Mercator als Auftragsarbeit für Kaiser Karl V. Der äußere Himmelsglobus des Mercator-Doppelglobus war aus Kristall geformt.

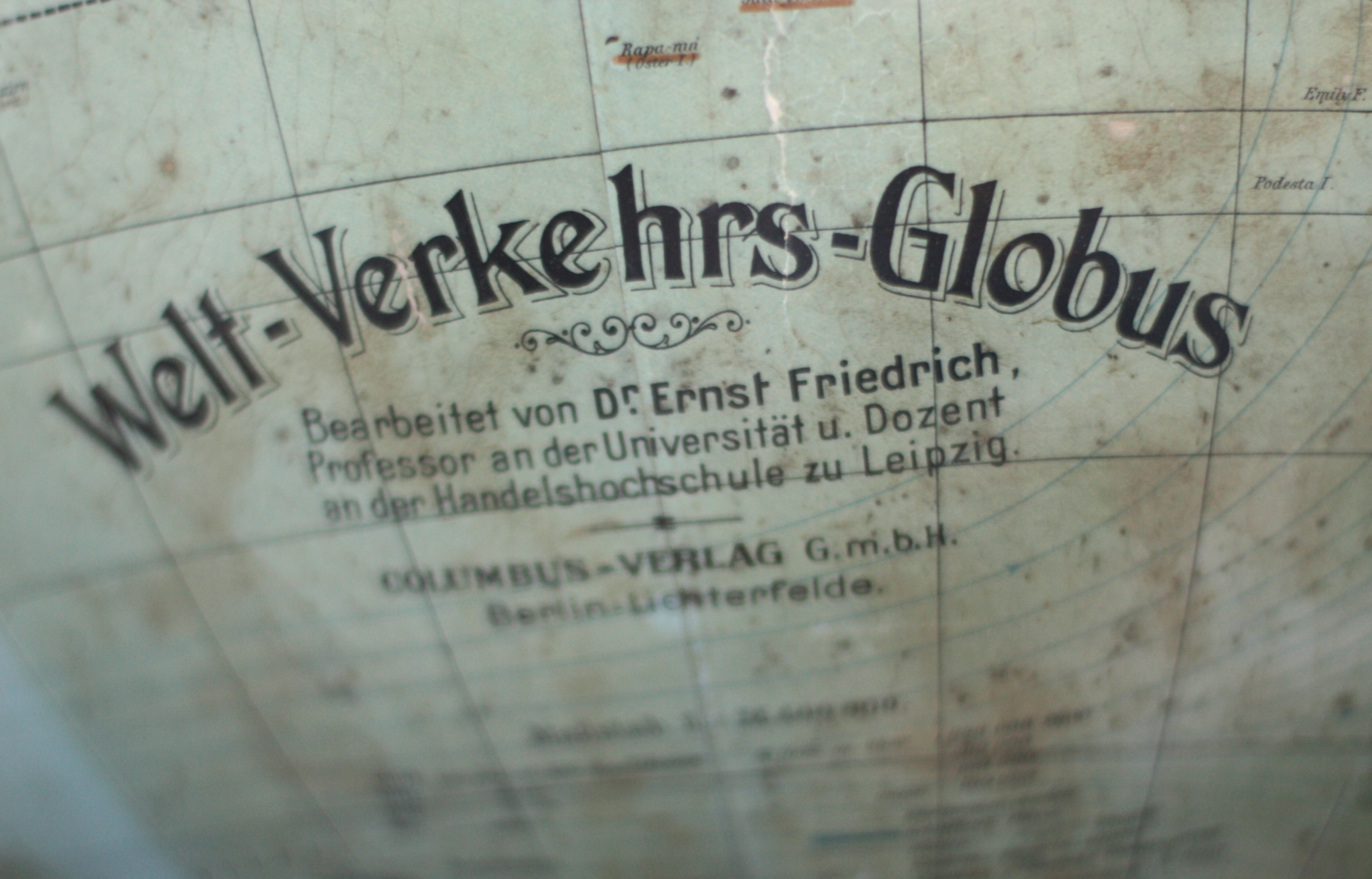
Kartusche des Welt-Verkehrs-Globus im Überseemuseum Bremen

Weitere Globenarten sind Themengloben (beispielsweise Verkehrsgloben – mit eingezeichneten Strömen des weltweiten Schiffsverkehrs), Kindergloben (mit eingezeichneten typischen Tieren der Region), Globen aus Edelsteinen oder Perlmutt, Designergloben, Mondgloben und der Anfang der 1990er Jahre erschienene „Globus von Mecklenburg“ der Firma Räth-Globen (siehe auch Rudolf Tarnow), eine ironische Anspielung auf veraltete Verhältnisse in Mecklenburg.
Aufblasbare Globen sind besonders für sehr große Modelle der Erdkugel geeignet. Sie sind trotz ihrer enormen Größe noch leicht zu transportieren und passen im kollabierten Zustand noch durch normale Türen. Bei entsprechender Gasfüllung können sie auch als Fesselballon fliegen. Aufblasbare Globen sind manchmal auch so ausgeführt, dass die Wasserflächen transparent sind.
Klimagloben zeigen neben den Kontinenten auch ein starkes Wolkenbild auf der Erdkugel, ähnlich wie bei Satellitenaufnahmen.
Daneben gibt es auch Satellitenbildgloben, bei denen das Kartenbild aus Satellitenaufnahmen besteht, jedoch ohne Darstellung von Wolken.
Ein „Cutaway-Globus“ zeigt den inneren Aufbau von Erdmantel, -kruste und -kern. Er lässt sich teilweise öffnen, um in das Erdinnere zu „sehen“.
Ein Verkehrsglobus zeigt die Warenströme und Reisrouten von Luft- und Schifffahrtswegen.
Gut ausgestattete neuere Globen haben Zusatzfunktionen, wie:
- Anzeige des Subsolaren Punktes
- Tag- und Nachtdarstellung
- Darstellung der drei Dämmerungszonen: bürgerlich, nautisch, astronomisch
- Äquatorring

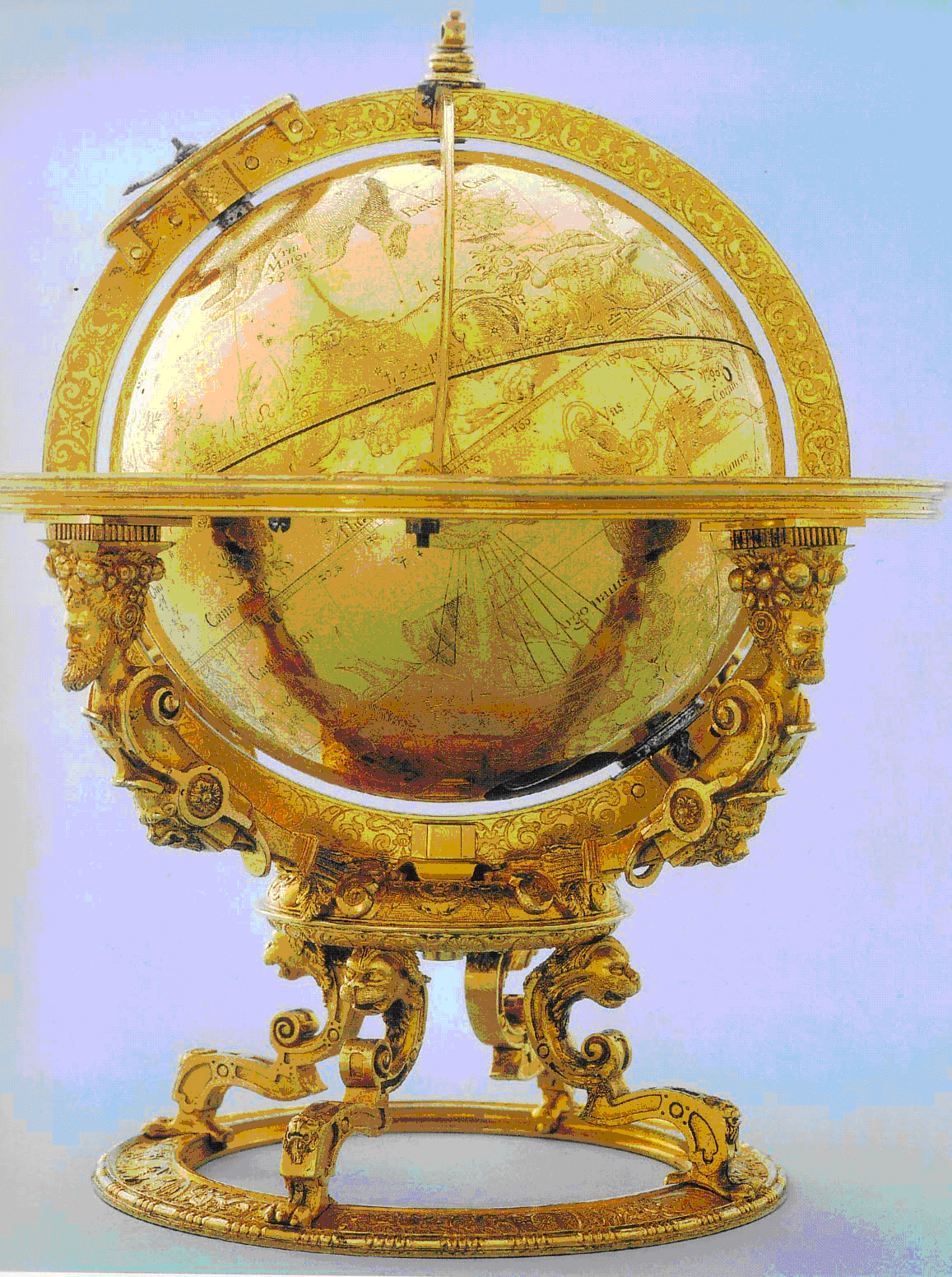
Mechanischer Himmelsglobus von Jost Bürgi

Dekorative Globen können zur Verzierung und als symbolisches Element an Gebäuden angebracht sein, als Schmuck in Repräsentationsräumen, in Bibliotheken oder Arbeitszimmern von Gelehrten stehen. Auch in Kombination mit Uhren oder Buchstützen werden gelegentlich Globen als dekoratives Element verwendet.
Auch werden Antike Globen (Faksimile, Antikgloben-Replikate), Globen im antiken Stil oder Globen in Antikdesign in vereinfachter, billigerer Ausführung neu herausgegeben. Echte alte Globen werden über den Kunsthandel vertrieben.
Kartendarstellungen des Globus sind:
- Planiglobus (Mehrzahl: Planigloben) – das ist die Abbildung einer Halbkugel der Erde in einem Kreisnetz.
- Planisphäre – sie bildet die gesamte Oberfläche der Erdkugel in einer geschlossenen Form ab.

### Sphärische Karten
Als Alternative zu Globen gibt es sphärisch gekrümmte Karten (Globussegment). Diese sphärischen Karten, die gewissermaßen ein Mittelding zwischen Globus und normalen (ebenen) Karten darstellen, fanden jedoch keine weite Verbreitung. Digitale Globen haben heutzutage solche sphärischen Karten überflüssig gemacht.
Dabei dient eine konvexe (sphärisch gekrümmte) Oberfläche (Kugelkalotte) als Kartenträger. Faktisch unterscheiden sich diese Karten nicht von einem sehr großen Globus, der in einzelne handliche Stücke zerschnitten wurde. Genauso wie auf einem Globus ist die Darstellung auf einer sphärischen Karte flächen-, winkel- und längengetreu. Sphärische Karten können rechteckig oder kreisrund ausgeschnitten sein.
Einerseits wird so das Problem der Projektionsverzerrung planarer Karten umgangen und andererseits kann man die sphärisch gekrümmten Kartenblätter (meist aus Kunststoff) noch irgendwie praktisch lagern und transportieren und es ist billiger als ein Globus. So werden keine großen sperrigen Globen benötigt, um Karten im größeren Maßstab verzerrungsfrei darzustellen. Die Maße von großen Globen werden schon dadurch für den Transport problematisch, dass sie durch keine normale Tür (ca. 1 m breit) mehr passen, notfalls werden große Globen zum Transport in zwei Halbkugeln zerlegt.
Beispielsweise wurden im Science Museum of Minnesota in Saint Paul (Minnesota) 1941 zu didaktischen Zwecken sphärische Karten angefertigt, im Rahmen einer Ausstellung mit der Fragestellung: „Kann Amerika bombardiert werden?“. Es wurden mehrere sphärische Karten zu einem „Atlas of spherical maps“ zusammengestellt, der 56 × 66 cm (22 × 25 inch) maß. Der Maßstab entsprach einem Globus von 3 m Durchmesser. An diesen sphärischen Karten konnte das Besucherpublikum Messungen der Reichweite von Bombern durchführen.
Die US-Army erprobte die Herstellung sphärischer Karten im Maßstab 1:1 Mill. („design and production of spherical map sections displaying a portion of the globe at a scale of 1:1,000,000“).

## Der Globus als wissenschaftliches Instrument

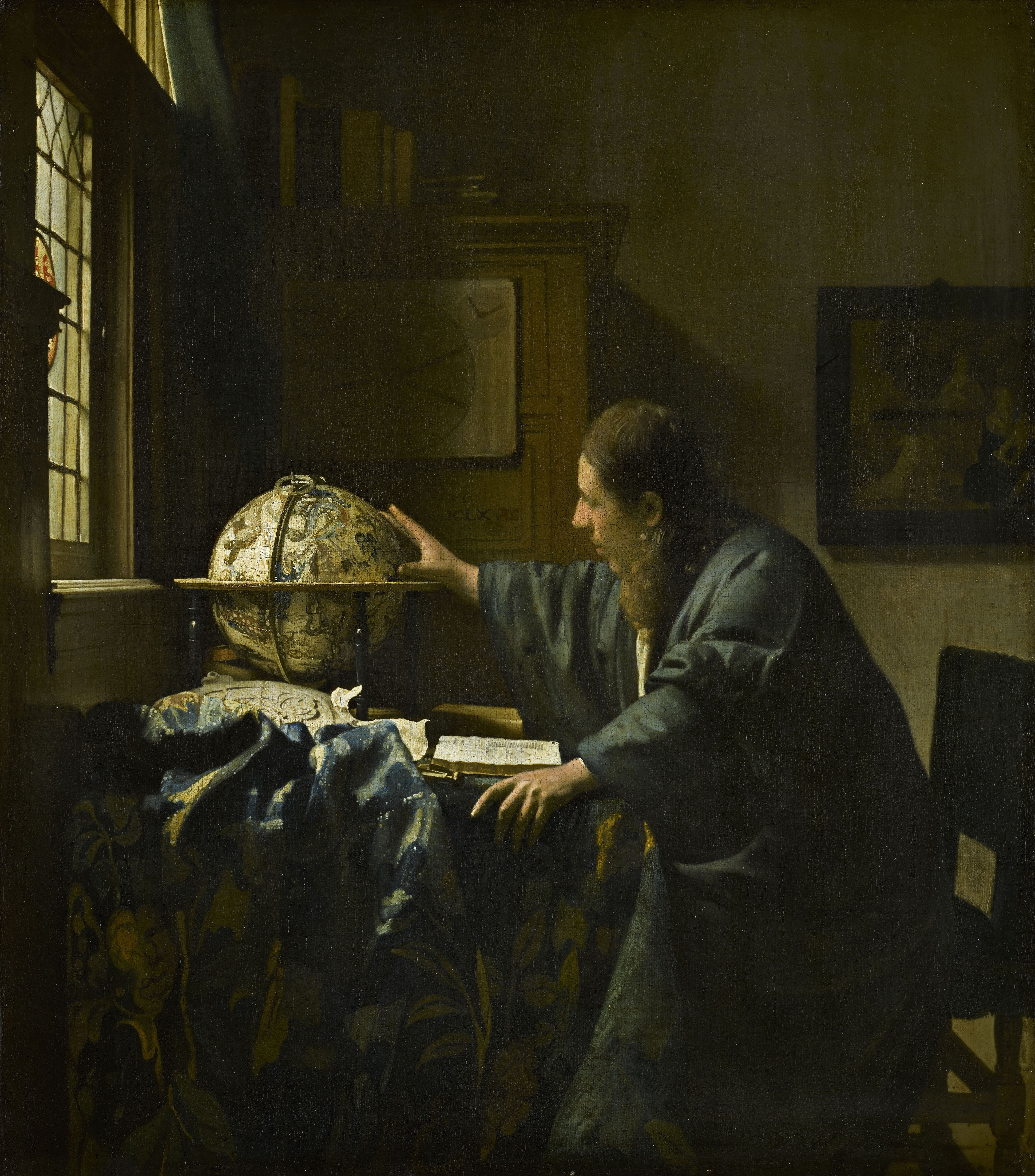
„Der Astronom mit Himmelsglobus“ (von Jan Vermeer)

Erd- und Himmelsgloben dienten in früheren Jahrhunderten auch als wissenschaftliches Instrument zur Darstellung des geografischen und astronomischen Weltbildes und als Kommunikationsinstrument zum Austausch von Informationen. Er war ein Arbeitsinstrument für Astronomen und Navigatoren.
Gerhard Mercator beschrieb beispielsweise 1554 in einem Brief an Kaiser Karl V. wie die Ortsmissweisung mit Hilfe eines Globus zu bestimmen sei („Invenire magnetis declinationem quodlibet loco per globum“ / „Wie man die Magnetische Abweichung an einem beliebigen Ort mit Hilfe des Globus findet“).
Wenn der Globus über eine komplette Armierung als zusätzliche Messeinrichtung verfügte, also mit Horizontring, Meridianring, Mittagsring, Stundenring (er war am Nordpol des Globus angebracht und hatte meist einen separaten Stundenzeiger; seltener war der Stundenring am Äquator angebracht), Höhenquadrant und Kompass ausgerüstet war, dann konnte er als „Analogrechner“ für wissenschaftliche Berechnungen für geografische und astronomische Fragestellungen der sphärischen Geometrie herangezogen werden, beispielsweise zur Berechnung der Großkreisdistanz (siehe auch: Mathematische Kartographie und Mathematische Geographie). Diese geometrischen Lösungen waren mit wesentlich weniger Zeitaufwand zu finden als die etwas exakteren mathematischen Lösungen. Am Erdglobus konnte schnell eine Orthodrome gemessen werden, ohne dass sie aufwendig berechnet werden musste. Insbesondere die Lösungen für zahlreiche astronomische Fragestellungen konnten bei ausreichend präziser Skalierung der Armierung mit ausreichender Genauigkeit, ohne zusätzliche Berechnung, direkt abgelesen werden.
Besonders nützlich für die Berechnungen war, wenn ein Himmelsglobus und ein Erdglobus mit demselben Durchmesser vorhanden war, weswegen sie in früheren Jahrhunderten oft als Globenpaar gefertigt wurden. Der Himmelsglobus musste vorher mittels des eingebauten Kompasses orientiert werden, damit seine Ausrichtung exakt mit seinem Aufstellungsort übereinstimmt.
Der Höhenquadrant war ein beweglicher Quadrant, ein dünner Metallstreifen, der sich am Meridian anschrauben ließ und in jede beliebige Richtung über die Globuskugel biegen ließ. Er umfasste 90° der Globuskugel.

## Ikonografische Bedeutung des Globus

„Die Botschafter“ (Gemälde mit Globen, von Hans Holbein dem Jüngeren), der obere Globus ist ein gedruckter 27-cm-Himmelsglobus von Johannes Schöner, der untere Globus ist ein Erdglobus (von Johannes Schöner oder Georg Hartmann)

In ihrer ikonografischen Bedeutung gelten Erd- und Himmelgloben als Zeichen des Sieges, der territorialen oder internationalen Macht und des Patriotismus, als Symbol des Wissens, der Bildung und der Gelehrsamkeit, der Weltkenntnis, der Universalität, universellen Hoffnungen und Bestrebungen. Besonders im religiösen Bereich versinnbildlichen Erdgloben das Irdische und Vergängliche, während Himmelsgloben das Universale und Immerwährende verkörpern.
Die Kugel am Reichsapfel stellt eine Weltkugel mit aufgesetztem Kreuz dar und geht historisch auf den Globus der Römer zurück, der die Weltherrschaft des Römischen Reichs symbolisierte.
Die moderne symbolische Benutzung von Erdgloben beschränkt sich heute weitgehend auf Firmenlogos (internationale Unternehmen, Transportunternehmen, Dolmetscherdienste, Reisebüros usw.), Logos von internationalen Organisationen, Eröffnungssequenzen (Intro) von Nachrichtensendungen, Militäremblemen verschiedener Einheiten und Icons. Dabei handelt es sich streng genommen jedoch meist nicht um die Darstellung eines Globus im herkömmlichen Sinn, sondern eher um die symbolische Darstellung der Erdkugel. Auch in einigen Staatswappen (Sowjetunion, Brasilien) wie auch als Kühlerfigur am Ford Taunus 12M ist die Darstellung der Erdkugel zu finden.

„Astronom bei Kerzenlicht“ (Gerard Dou)
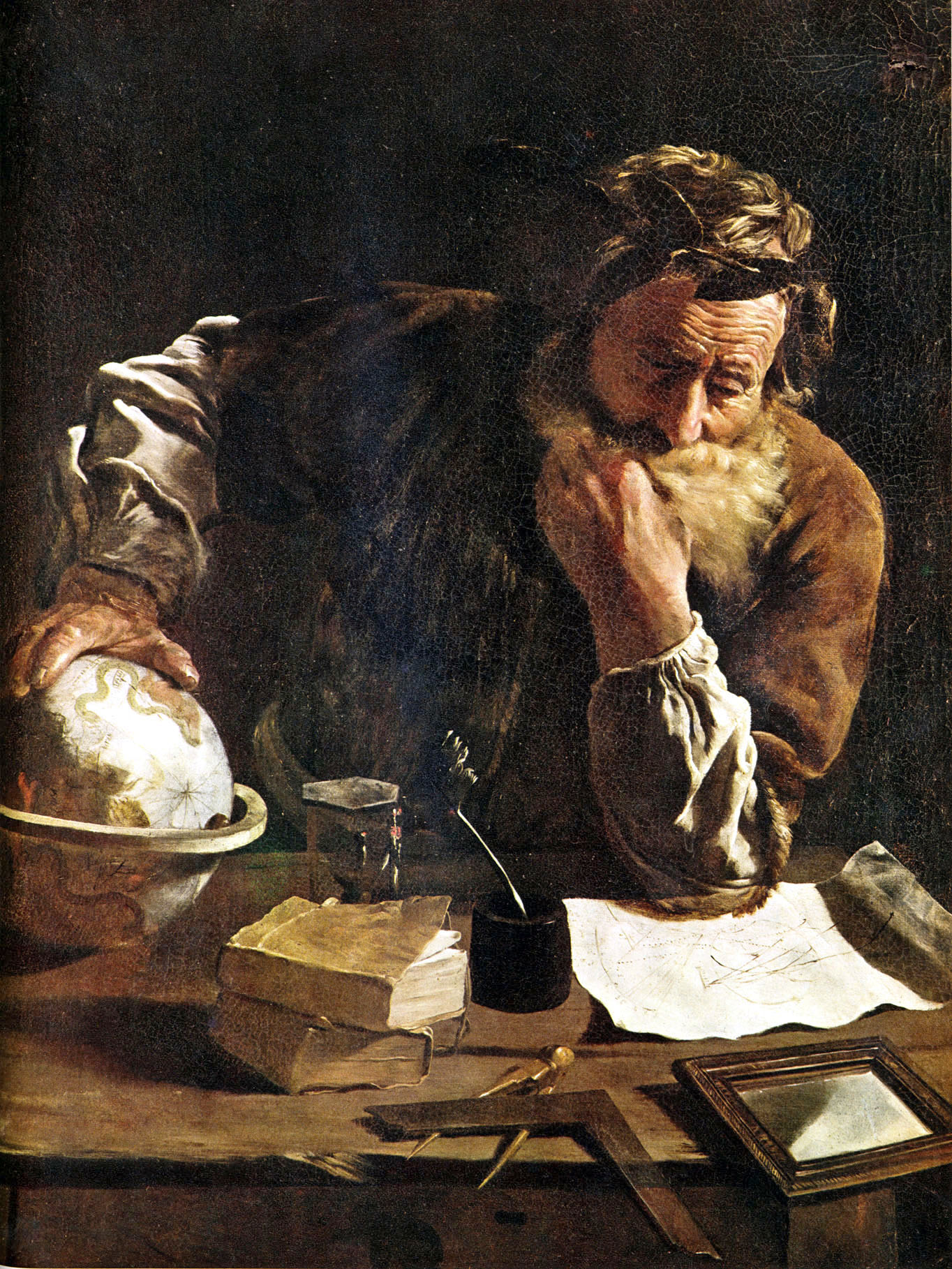
Archimedes (mit Globus, Domenico Fetti)
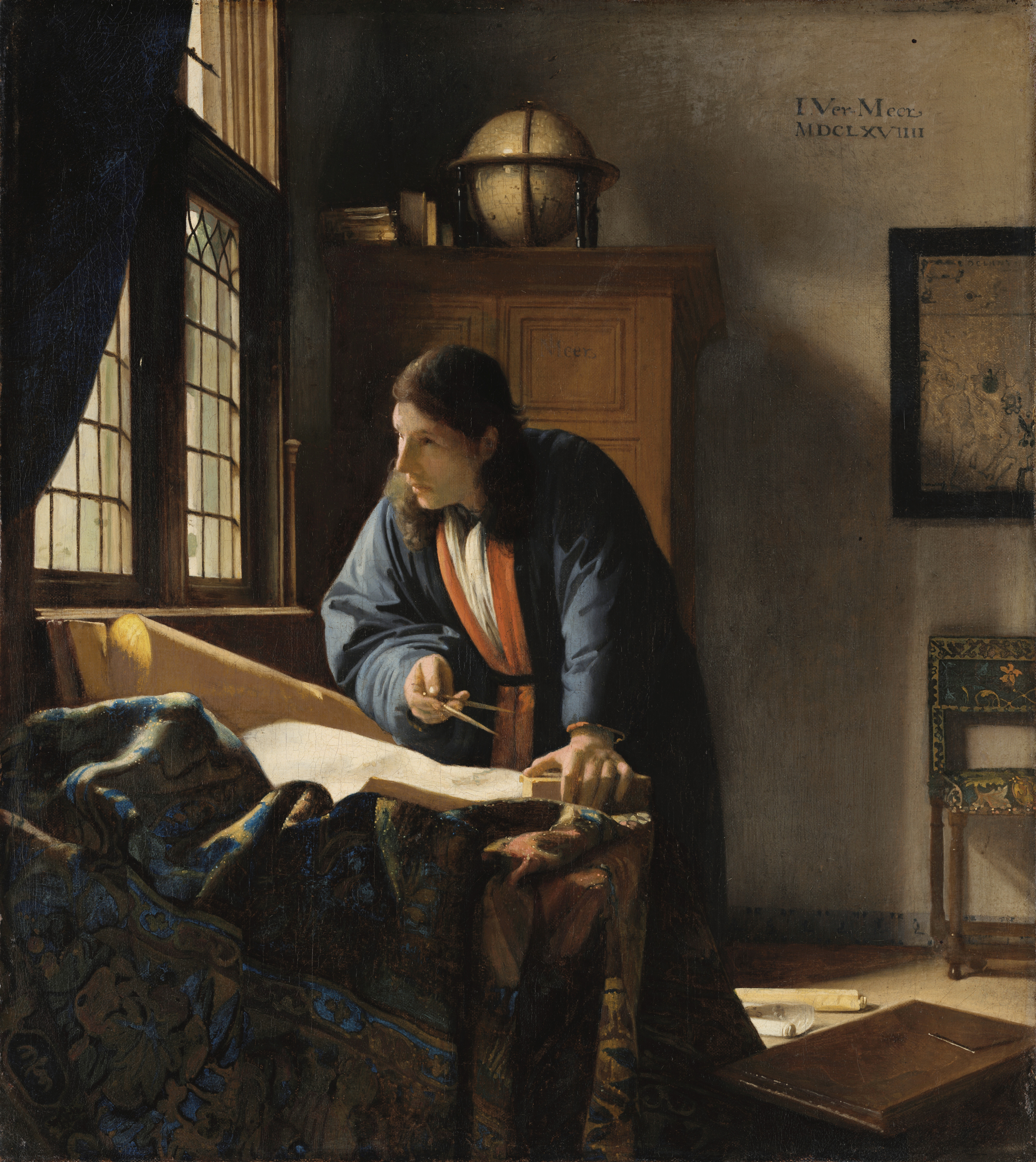
„Der Geograph“ (Vermeer)
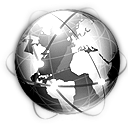
Icon mit Globus
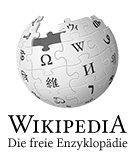
Logo der Wikipedia (mit Globus)
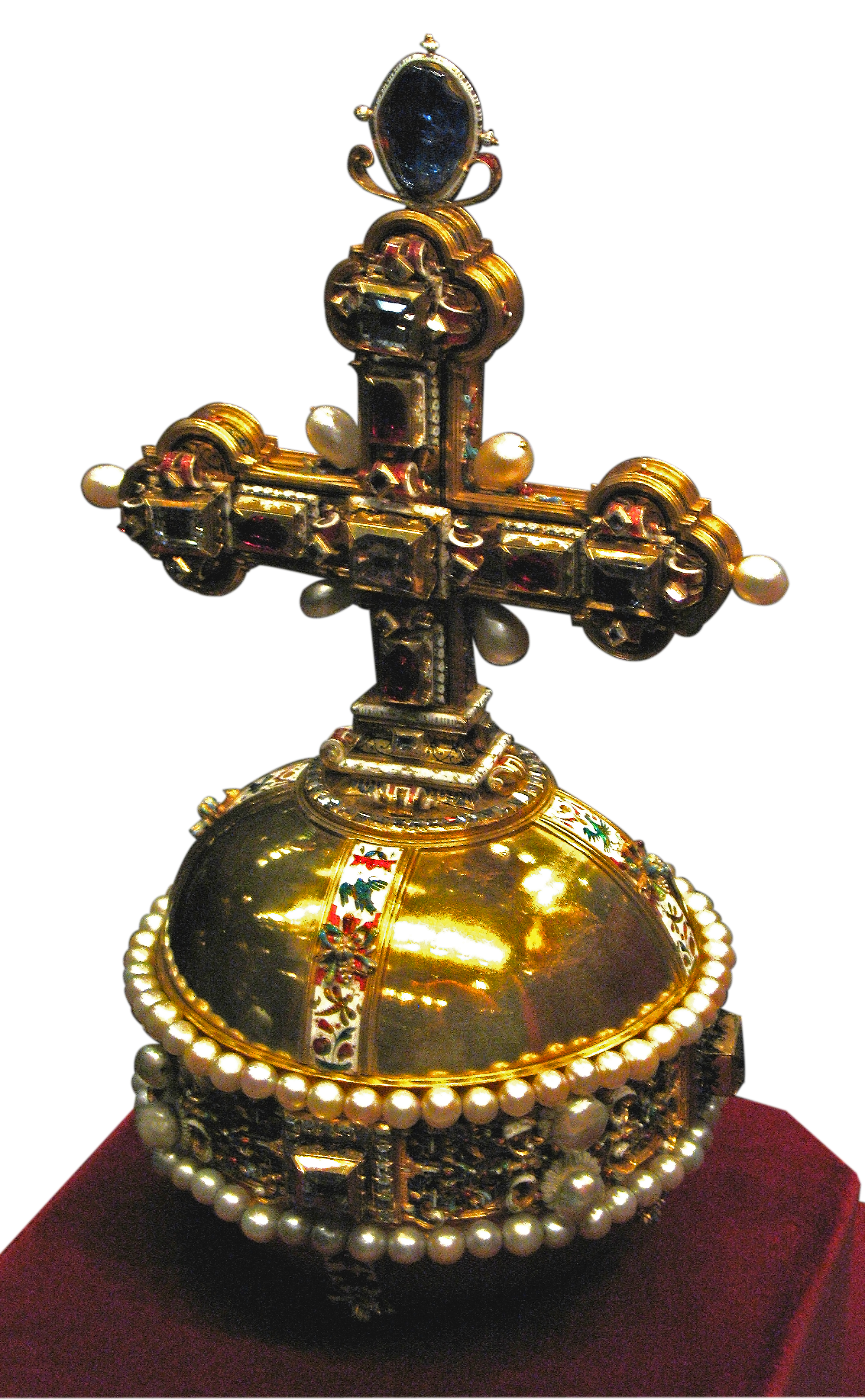
Reichsapfel
Logo der UNO

Kaiserreich Brasilien
Staatswappen der Sowjetunion mit der Erdkugel
„Nackte goldene Frau auf silberner Weltkugel“ (Böhlen/Thüringer Wald)
Erd- und Himmelsglobus im Wappen von Oberperfuss
Nördliche Erdhalbkugel mit grünem Wasser im Wappen von Königs Wusterhausen
Weltkugel wird überflogen: Wappen Zeppelinheim
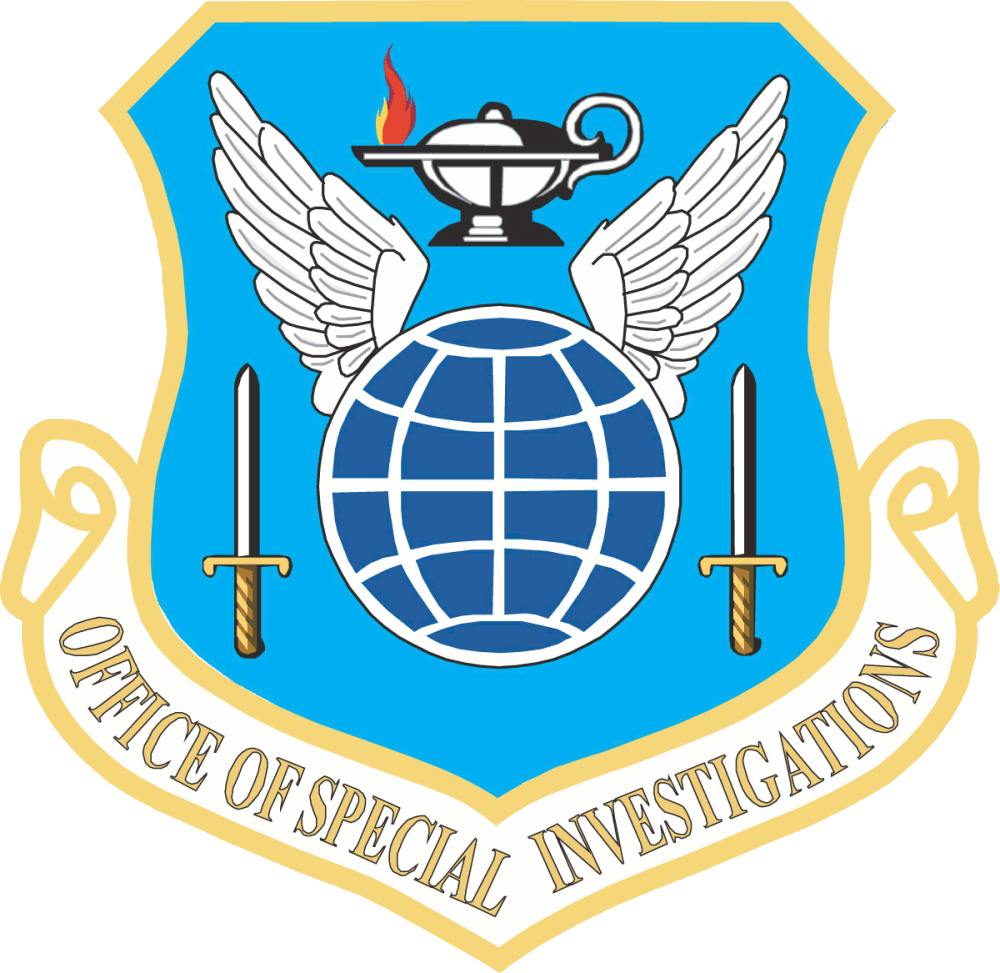
Logo des U.S. Air Force Office of Special Investigations
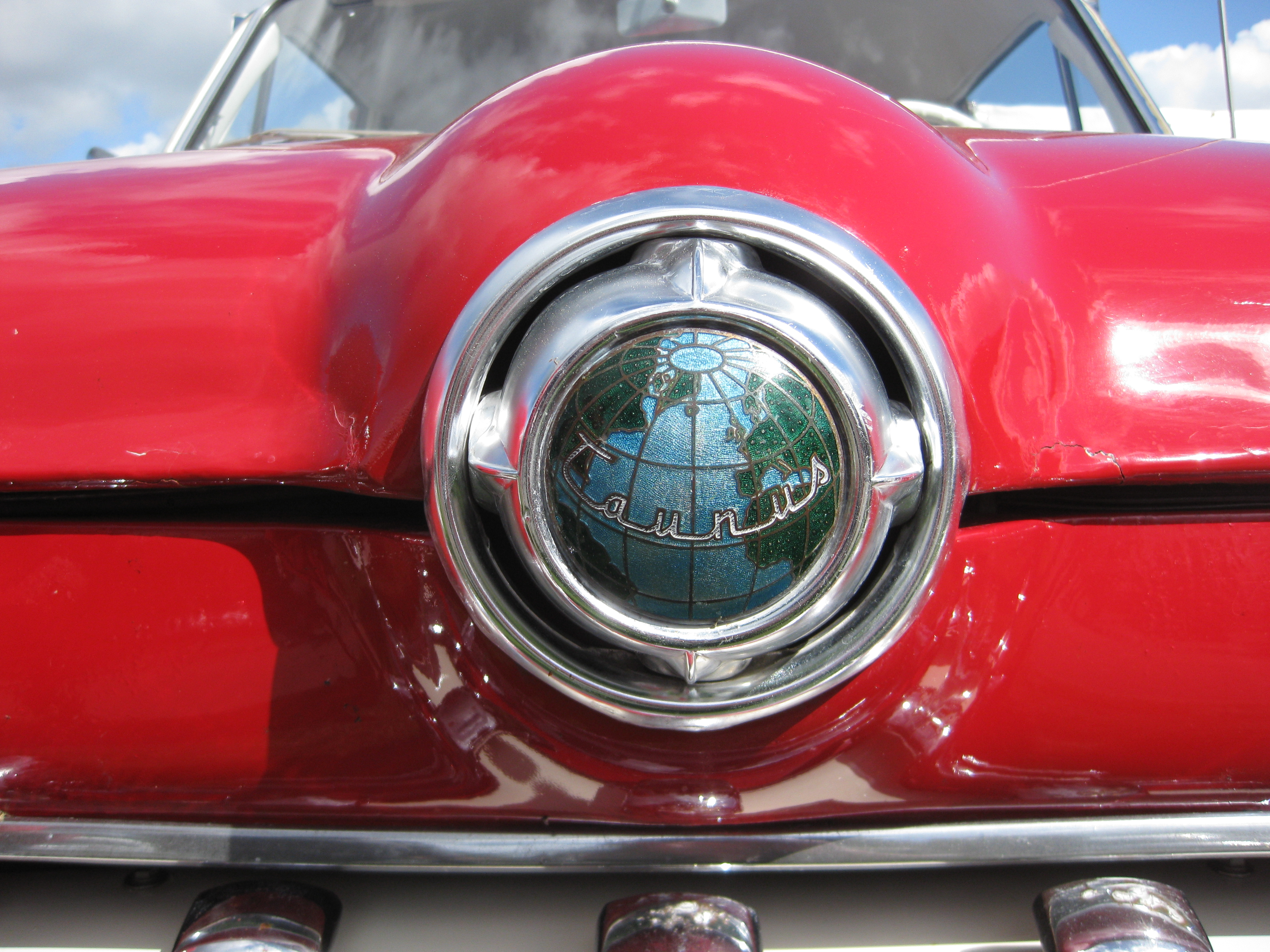
Weltkugel als Kühlerfigur am Ford Taunus 12M/15M
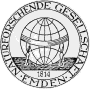
Logo der Naturforschenden Gesellschaft zu Emden von 1814.
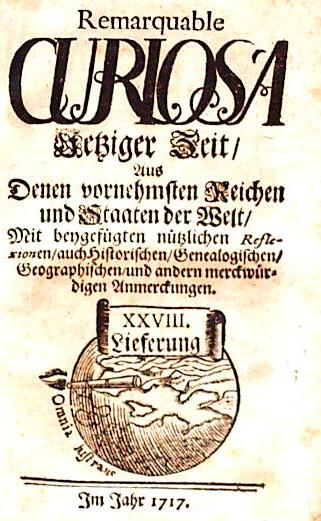
Globus als Logo auf den Titelseiten der Zeitschrift Remarquable Curiosa von 1715 bis 1727.

## Sammlungen, Museen und Organisationen

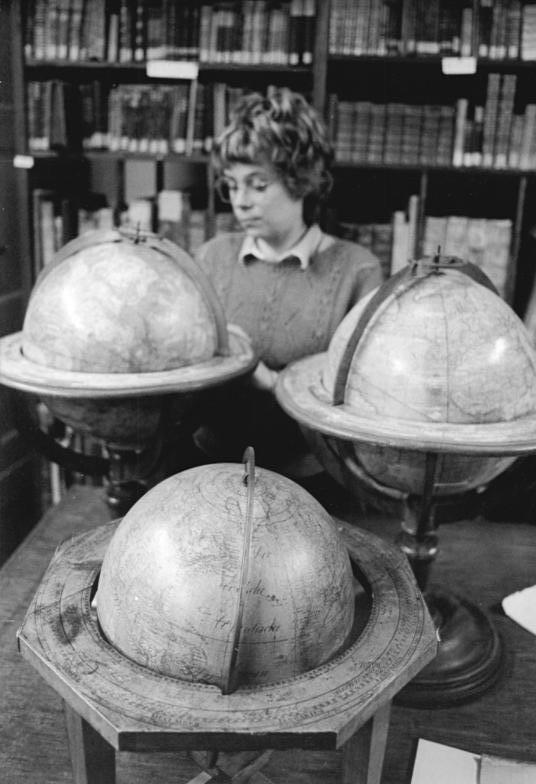
Globensammlung der Geographischen Zentralbibliothek in Leipzig

Wegen ihres historischen, kulturellen, ästhetischen, materiellen und wissenschaftlichen Wertes wurden und werden Globen von Liebhabern gesammelt. Historische Globen zeugen von vergangenem Weltverständnis und spiegeln den Stand des kartographischen Wissens ihrer Zeit wider und sind somit Geschichtsdokumente. Sie sind geografische Zeitzeugen vergangener Jahrhunderte, sie vermitteln das geografische Weltbild ihres jeweiligen Zeitalters. Auf den Erdgloben lässt sich die Geschichte der geografischen Entdeckungen nachvollziehen. Globensammlungen finden sich in Museen, Bibliotheken (Kartenabteilungen), Archiven, aber auch bei Privatsammlern. Ihnen geht es beim Sammeln von Globen vor allem um die Entwicklung der Kartografie.
In der österreichischen Nationalbibliothek in Wien gibt es seit dem 14. April 1956 ein Globenmuseum. Seit Dezember 2005 wird ein Teil der Sammlung im Palais Mollard ausgestellt. Die Sammlung besteht aus insgesamt über 700 Globen und globenverwandten Objekten. Damit ist die Sammlung die größte der Welt. Zusätzlich werden auch Objekte von insgesamt vier Privatsammlern präsentiert, die einen Teil ihrer Sammlung dem Globenmuseum zur Verfügung stellen. Unter den Objekten befindet sich auch ein Globus von Gemma Frisius, der auch der älteste in Österreich befindliche Globus ist.
Das National Maritime Museum in Greenwich, London, beherbergt unter anderem auch eine Globensammlung mit 240 Globen und 160 Globensegmenten. Der älteste Globus stammt aus dem Jahre 1537. Der kleinste Globus hat einen Durchmesser von 7 cm (Taschenglobus), der größte Globus einen Durchmesser von 1 m (Bibliotheksglobus von Coronelli). Zu sehen sind auch islamische Himmelgloben, einige Manuskriptgloben und sehr viele Globen der Globusmacher Gemma Frisius, Jodocus Hondius und Gerhard Mercator.
Die Royal Geographical Society in London hat eine Sammlung alter Karten und Globen (map and globe collection).
Die Sterling Memorial Library Map Collection der Yale University beherbergt 30 Globen in der Lanman Globe Collection.
Die Globensammlung der Kartenabteilung der Staatsbibliothek zu Berlin umfasst Globen aus dem deutschsprachigen Raum des Zeitraums von 1801 bis 1912. Schon ab 1661 befanden sich vier Globen im Bibliothekssaal der „Kurfürstlichen Bibliothek“ (später Alte Bibliothek).
Die Globensammlung des Mathematisch-Physikalischen Salons in Dresden umfasst 61 Globen aus 6 Jahrhunderten.
In der Schatzkammer der Stadtbibliothek Trier sind unter anderem Coronelli-Globen ausgestellt.
Die Globensammlung der Sternwarte Kremsmünster in Oberösterreich umfasst 49 Globen.
1952 wurde in Wien die Internationale Coronelli-Gesellschaft für Globenkunde gegründet, die nach Vincenzo Coronelli, dem berühmtesten Globenbauer, benannt ist. Sie widmet sich der Globenkunde, der historischen Erforschung der Globen. Die Coronelli-Gesellschaft für Globenkunde gibt die Zeitschrift Der Globusfreund: Wissenschaftliche Zeitschrift für Globographie und Instrumentenkunde heraus, die sich mit der Globen- und Instrumentenkunde beschäftigt.